# Élection présidentielle américaine de 2016
L'élection présidentielle américaine de 2016, cinquante-huitième élection présidentielle américaine depuis 1788, a lieu le 8 novembre 2016 et conduit à la désignation du républicain Donald Trump comme quarante-cinquième président des États-Unis et de son colistier républicain Mike Pence comme quarante-huitième vice-président des États-Unis.
Alors que la quasi-totalité des enquêtes d'opinion le donnaient perdant, le candidat républicain l'emporte sur la candidate démocrate, Hillary Clinton, en obtenant 306 grands électeurs contre 232. Il est devancé de 2,1 points de pourcentage (soit près de 3 millions de voix) par sa rivale au plan national, ce qui fait de lui le cinquième candidat remportant une élection présidentielle aux États-Unis sans avoir obtenu le plus grand nombre de suffrages populaires. Son élection est confirmée le 19 décembre 2016, lors du vote du collège électoral (304 votes contre 227). Dans le même temps, les démocrates échouent à prendre le contrôle du Congrès.
Cette campagne électorale reste dans l'actualité plusieurs années après son terme en raison d'une enquête sur l'ingérence présumée du gouvernement russe (« Russiagate ») visant à favoriser la candidature de Donald Trump.

## Organisation du scrutin

### Conditions d'éligibilité
Les conditions d'éligibilité au poste de président des États-Unis sont définies par le cinquième alinéa de la section de l'article II de la Constitution.
Ne peuvent se présenter que les citoyens américains de naissance âgés d'au moins 35 ans. Il faut en outre qu'ils aient résidé pendant au moins quatorze ans aux États-Unis.
À l'origine, il n'était pas prévu de limite au renouvellement du mandat du président. C'est le XXIIe amendement de la Constitution des États-Unis, adopté par le Congrès en 1947 et ratifié en 1951, qui instaure de manière officielle une limitation à deux mandats, à la suite de la quatrième élection de Franklin Delano Roosevelt en 1944.
Barack Obama ayant déjà accompli deux mandats — à la suite de son élection en 2008 et de sa réélection en 2012, — il ne peut se présenter à nouveau. Les anciens présidents George W. Bush et Bill Clinton sont également dans ce cas, contrairement à George H. W. Bush et Jimmy Carter qui, n'ayant été élus qu'une fois chacun, peuvent théoriquement être candidats.

### Conditions d'élection
| |  |  |
| Carte électorale, relative aux élections de 2012, 2016 et 2020, fondée sur le recensement du peuple américain en 2010 et résultats de l'élection présidentielle américaine de 2012. |  |  |

L'élection présidentielle de 2016 a lieu, comme celle qui a eu lieu en 2012 et comme il est prévu pour l'élection devant se tenir en 2020, sur la base d'une répartition formelle fondée sur le recensement de 2010.
L'élection présidentielle américaine est une élection au suffrage universel indirect. Les citoyens électeurs américains élisent 538 grands électeurs qui vont à leur tour voter pour un candidat précis. Ces grands électeurs sont répartis à travers les différents États des États-Unis selon une clé de recensement en partie démographique (le nombre de grands électeurs d'un État est égal au nombre de représentants et sénateurs – 2 par État – de cet État). Dans chaque État, la majorité simple suffit pour remporter la totalité des grands électeurs, à l'exception du Maine et du Nebraska, où chaque grand électeur est désigné dans le cadre d'un district congressionnel. Pour l'emporter, un candidat doit remporter la majorité des 538 grands électeurs, donc au moins 270.

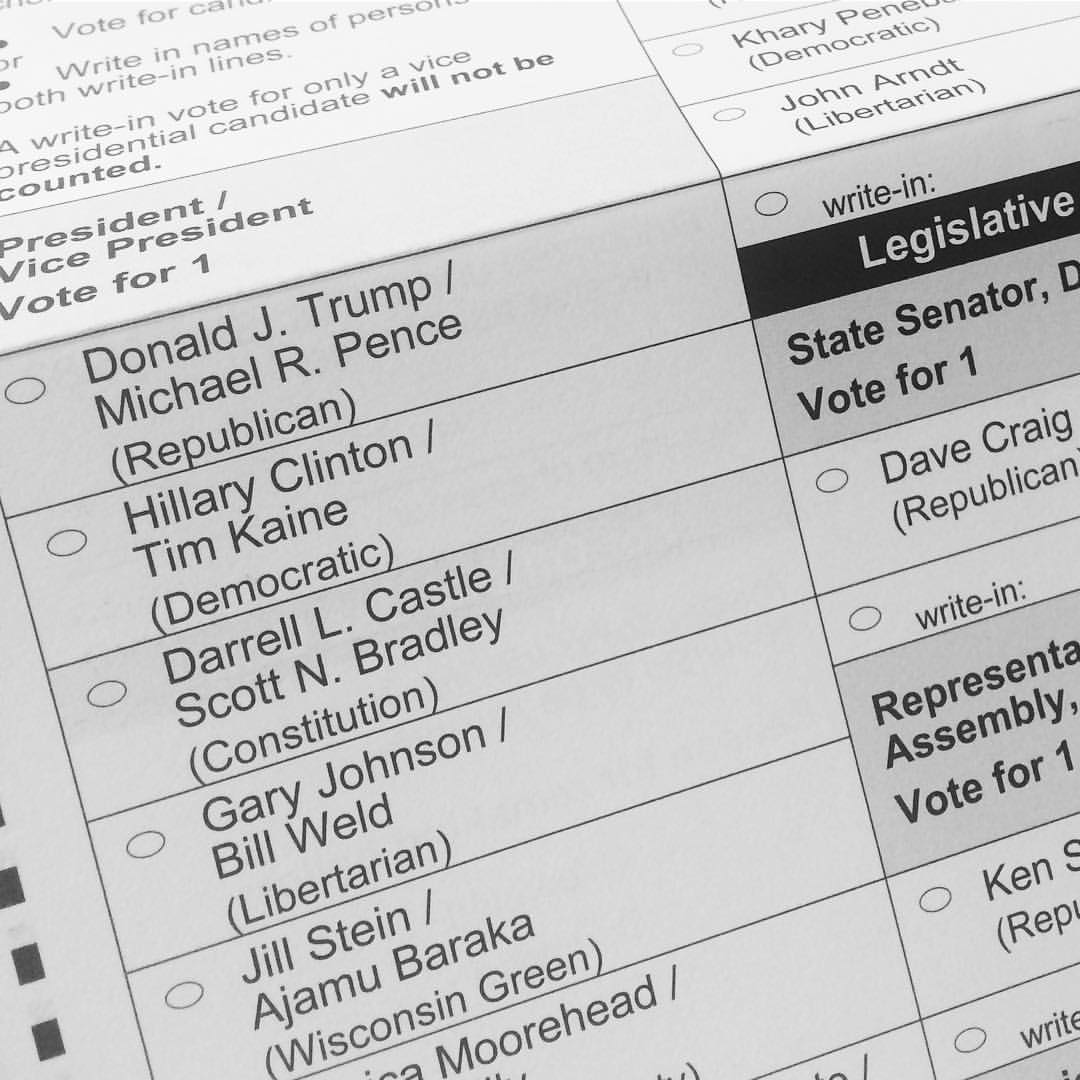
Partie du bulletin de vote au Wisconsin consacrée au choix du binôme présidentiel.

### Modalités de vote

#### Développement du vote par correspondance
Pour s'adapter à la tradition d'organiser la présidentielle un mardi, jour de travail, 33 États ont décidé de faciliter la vie aux salariés, en particulier les ouvriers qui ne peuvent pas quitter leur poste pour se mettre dans de longues files d'attente devant les bureaux de vote des grandes villes, en début et fin de journée. Ces files sont d'autant plus longues que le nombre de votants à la présidentielle américaine a augmenté de 49,4 % en une dizaine d'années, passant de 86,6 millions en 1996 à 129,4 millions en 2008. Ces 33 États ont décidé que les électeurs n'ont plus à se justifier ni fournir la preuve d'un motif (absence, voyage) pour voter par correspondance. Les électeurs des grandes villes prennent conscience du gain de temps procuré par le vote par correspondance lors des primaires des deux partis, qui voient des files d'attente apparaître, car le nombre d'électeurs est des deux côtés près de deux fois supérieur à ce qu'il était avant 2008.
La progression du vote par correspondance explique la longueur du dépouillement en 2012 et plus encore en 2016, les opérations se poursuivant un mois après l'élection. Dans le Wisconsin, gagné avec seulement 22 000 voix d'avance, les résultats au 6 décembre n'incluaient pas encore les votes par correspondance, dont le dépouillement est centralisé au niveau de l'État, de la plus grande ville de l'État, Milwaukee peuplée de plus de 600 000 habitants.
En 2008, 30 % des Américains avaient fait leur choix en avance, soit dans des bureaux de vote, soit par la poste, la méthode la plus répandue. En 2012, la proportion avait été évaluée à 35 %, selon Michael McDonald, expert du vote anticipé et professeur à l'université George Mason, contre 10,5 % en 1996 (trois fois plus). En 1992, seuls 7 % des Américains votaient par anticipation. Cette proportion pourrait avoir encore augmenté en 2016, selon une étude du Pew Research Center.
En pratique, le vote par correspondance a surtout progressé chez les démocrates, les républicains préférant le vote par procuration.

#### Contestation du vote par correspondance
Les délais de vote par anticipation sont raccourcis dans certains États, comme dans l'Ohio, où la majorité républicaine a supprimé la « Golden Week », semaine durant laquelle les électeurs pouvaient à la fois s'enregistrer et voter. Les démocrates ont attaqué la décision devant les tribunaux, arguant que cette procédure bénéficiait surtout aux minorités, mais la Cour suprême des États-Unis n'a pas tranché en leur sens.

#### Réduction des horaires de vote
L'élection présidentielle américaine de 2016 est la première à se tenir depuis que la Cour suprême des États-Unis a fait invalider en 2013 un pan essentiel de la loi électorale de 1965 qui obligeait les anciens États ségrégationnistes à recueillir le feu vert de l'État fédéral avant de modifier leurs règles du jeu électoral. L'une des conséquences est qu'une quinzaine d'États républicains ont durci les conditions de vote ; selon des organisations non-gouvernementales qui leur sont opposées, cette initiative a pour but de réduire le vote des jeunes, des salariés et des minorités, considérés comme plus susceptibles de voter démocrate[réf. nécessaire].
Certains États ont réduit les horaires des bureaux de vote, interdit le vote anticipé ou requis des pièces d'identité que certains électeurs n'ont pas. La Caroline du Nord a par exemple été épinglée pour avoir supprimé la possibilité de voter tôt dans de nombreux bureaux. En Caroline du Nord, la nouvelle loi électorale a été bloquée en juillet 2016 par la Justice, après qu'il a été expliqué devant un tribunal que le vote le dimanche (deux jours avant) était supprimé dans les comtés où « la part de population noire et démocrate est disproportionnée ».

#### Réduction du nombre de bureaux de vote
Selon l'expert en droit électoral Ari Berman, les fermetures de bureaux de vote ont été particulièrement nombreuses au Texas (403 fermetures entre 2012 et 2016), en Louisiane (103), et dans l'Alabama (66) ou en Caroline du Nord (27).
L'Arizona a fait fermer 70 % des bureaux de vote dans le comté de Maricopa, le plus peuplé d'Arizona, qui abrite 3,6 millions d'habitants de Phoenix la seule ville démocrate de la région. En quatre ans, les bureaux de vote du comté de Maricopa sont passés de 200 à 60. Conséquence, les électeurs de cette ville ont dû effectuer près de cinq heures de queue pour voter aux primaires présidentielles du Parti démocrate américain de 2016, qui se sont tenues au mois de mars 2016, selon Kristen Clarke, qui dirige un groupement d'avocats basé à Washington défendant le droit de vote pour tous (Lawyers' Committee for Civil Rights Under Law).

#### Vote électronique
Le vote électronique est notamment utilisé en Pennsylvanie qui a mis en place le vote électronique sans copie papier, c'est-à-dire sans possibilité de vérifier le résultat en cas de contestation.
D'autres États comme la Californie, le Nevada, le Colorado et la Floride utilisent des machines à voter AVC Edge permettant d'altérer les élections en utilisant une carte mémoire. Afin de permettre la prise de conscience de cette problématique, l'information a été diffusée quatre jours avant les élections. Toutefois, le nombre d’États qui utilisent ce système de vote électronique est limité,.
Le Parti vert des États-Unis a obtenu la possibilité de recompter les voix de certains bureaux de vote, pour un coût de 1,1 million d'euros en raison d'anomalies statistiques qui posent des questions.
Pour l’équipe de campagne d'Hillary Clinton, Marc Erik Elias estime que sans preuves suffisantes de piratage ou de tentatives venant de l’extérieur pour modifier la technologie servant à voter, son équipe n'a pas choisi de contester le résultat de vote, au contraire de certains militants.

### Dates
L'élection des grands électeurs se déroule le mardi 8 novembre 2016, appelé Election Day. Le président élu est officiellement désigné lors du vote du collège électoral réunissant les grands électeurs, le 19 décembre 2016, il entrera en fonction le 20 janvier 2017, appelé Inauguration Day.

## Contexte
| |  |  |
| Lors des primaires démocrates et républicaines, les candidats Bernie Sanders et Donald Trump, se présentant comme « anti-système », obtiennent des succès inattendus. |  |  |

L'élection revêt un caractère inédit à plus d'un titre. Malgré une embellie économique aux États-Unis et la relative popularité du président sortant, la campagne pour la présidentielle se passe dans un climat extrêmement peu serein sur fond, notamment, de précarité pour les classes populaires, de tensions raciales et de guerre contre le terrorisme. À l'occasion des primaires démocrates et républicaines, ce climat profite aux candidats « antisystème » dans les deux camps : Bernie Sanders au Parti démocrate et Donald Trump au Parti républicain, même s'ils sont en profond désaccord sur la grande majorité des sujets. Mais, de ces deux candidats anti-système, seul Trump remportera la nomination, Sanders devant s'incliner, après une course serrée et riche en péripéties, devant Hillary Clinton. La primaire démocrate est marquée comme celle de 2008 par une très forte participation, plus de 30,02 millions d'électeurs, très au-dessus des primaires comparables, pour lesquelles un président ne se représente pas. La primaire n'avait réuni que 14,55 millions d'électeurs en 1992, puis 13,91 millions d'électeurs en 2000 et 13,1 millions d'électeurs en 2004. Le record historique de 2008, la participation de 35,42 millions d'électeurs, n'est pas loin d'être égalé et signifie qu'une personne sur deux ayant voté démocrate au scrutin final l'avait déjà fait à la primaire démocrate.
Bien qu'un peu moins élevée, la participation à la primaire du Parti républicain est historiquement importante, avec environ 28,89 millions d'électeurs, une progression de 67,8 % par rapport aux 17,22 millions d'électeurs des primaires présidentielles du Parti républicain américain de 2012 et un chiffre qui représente près du double des 14,88 millions d'électeurs des primaires présidentielles du Parti républicain américain de 2008.

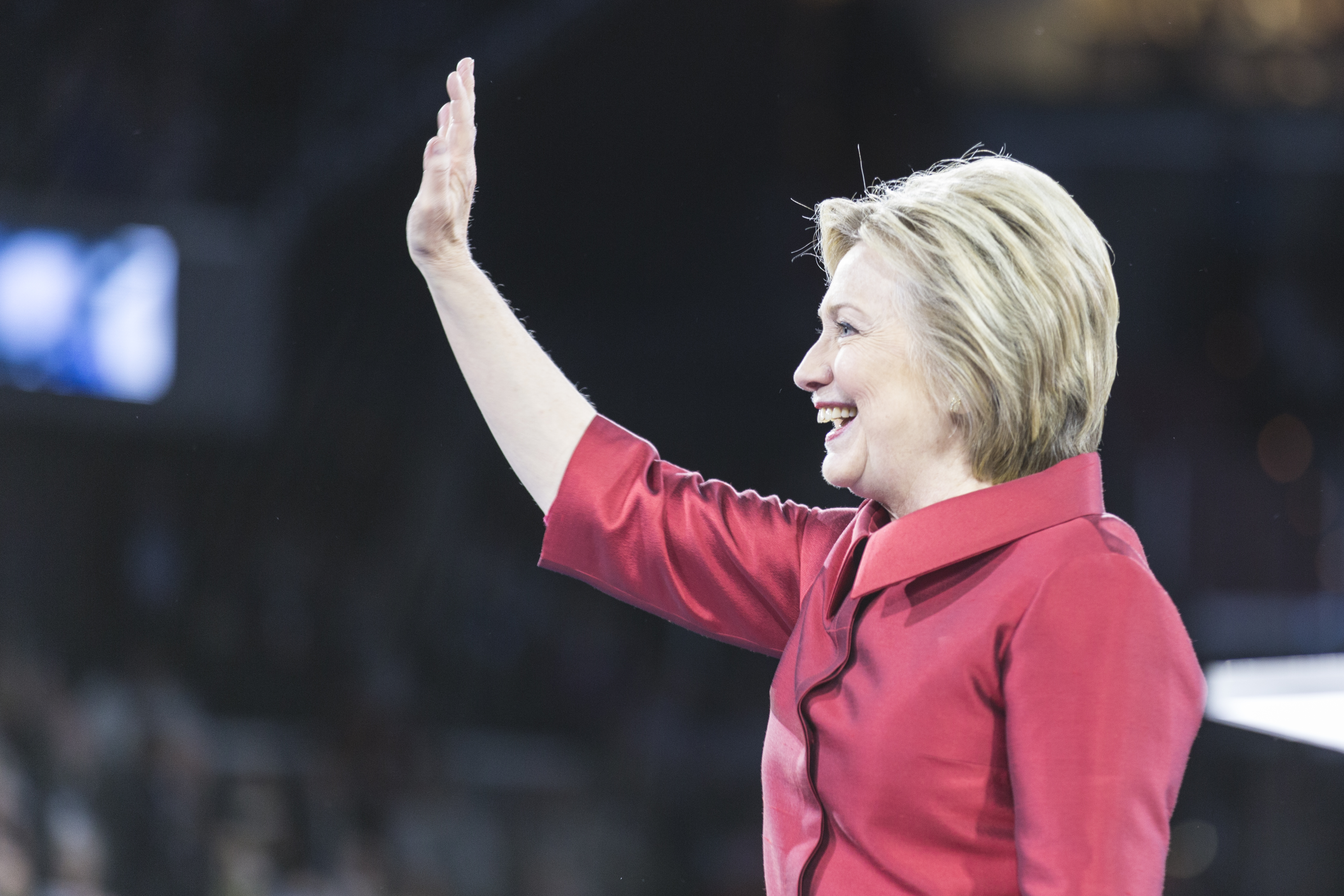
Hillary Clinton, fortement concurrencée par Bernie Sanders, finit par être la candidate du Parti démocrate.

C'est la première fois qu'une femme est investie candidate par l'un des deux grands partis historiques américains (Clinton étant, de surcroît, une ancienne première dame des États-Unis et considérée par certains comme la personne la plus qualifiée à avoir jamais prétendu à la fonction présidentielle,). Le profil de son principal adversaire, Donald Trump, est également atypique : riche homme d'affaires et présentateur d'une émission de téléréalité, celui-ci n'a jamais occupé de fonction publique, politique ou militaire. Autre fait marquant : si les deux candidats agrègent des publics très différents l'un de l'autre (alors que Clinton ramène à elle l'électorat féminin ou celui des minorités ethniques, Donald Trump doit en grande partie sa popularité aux électeurs de sexe masculin, blancs et sans diplôme universitaire — catégorie représentant près de la moitié des votants), ils doivent conjointement faire face à un taux de popularité anormalement bas, aussi bien dans l'opinion générale qu'au sein de leur propre famille politique,,. Par ailleurs, ils sont les deux candidats les plus âgés à entrer en campagne après Ronald Reagan, âgé de 73 ans en 1984.
Cette défiance se fait jour dès les primaires. Hillary Clinton, avant d'être investie, est fortement concurrencée par la candidature de Bernie Sanders, portée par de jeunes militants soucieux de faire pencher l'appareil du parti démocrate vers sa gauche et qui voient en Clinton une figure de l'establishment. Pourtant décrite par Barack Obama comme la candidate la plus qualifiée pour le poste qu'aient jamais connue les États-Unis, l'image de Clinton reste ternie par diverses affaires comme celle de l'affaire des e-mails compromis ou celle de l'attaque de Benghazi lorsqu'elle était secrétaire d'État.
Tandis que les partisans de Donald Trump se disent préoccupés en priorité par l'immigration et le terrorisme, ceux de Hillary Clinton le sont par les inégalités sociales.

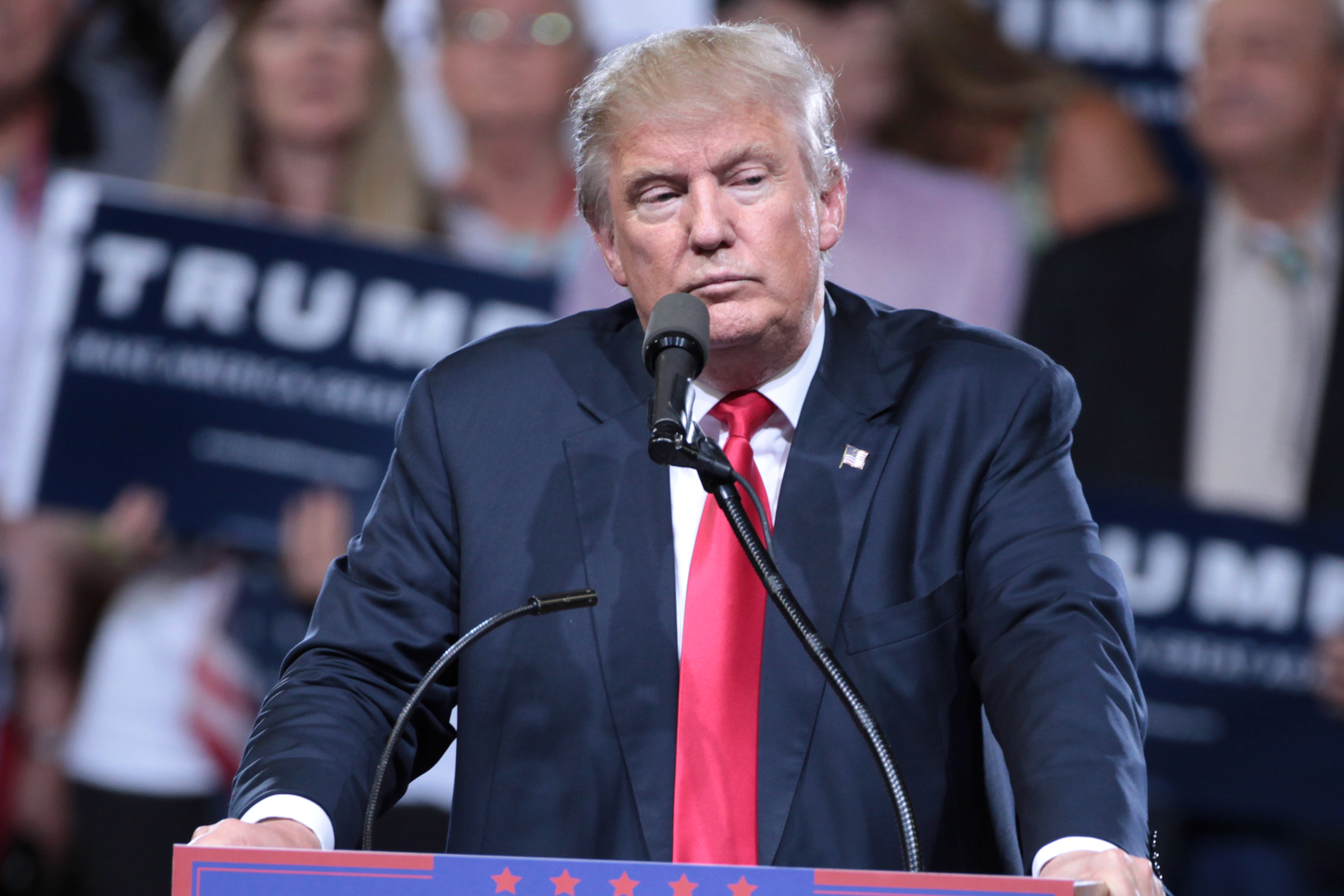
Donald Trump remporte largement les primaires républicaines.

Peu avant la date du vote, le directeur du FBI révèle la découverte de nouveaux courriels justifiant d'autres investigations sur Hillary Clinton dans l'affaire des e-mails la concernant,. Parallèlement, WikiLeaks relance les accusations contre Bill Clinton et sa fondation et accuse Clinton d'avoir été prévenue de certaines questions qui lui ont été posées lors des débats de la primaire démocrate. Deux jours avant l'élection, le FBI annonce maintenir sa décision de ne pas poursuivre Hillary Clinton, estimant que les nouveaux e-mails n'apportent rien de nouveau, ce dont Trump s'étonne, estimant que le FBI n'a pas vraiment pu examiner 650 000 e-mails en huit jours alors qu'il avait mis dix mois pour en examiner 33 000 précédemment. Il déclare que, s'il est élu, il nommera un procureur spécial pour s'occuper de ce dossier,,.
De son côté, Donald Trump, dont la candidature aux primaires n'est d'abord pas prise au sérieux par les observateurs politiques, élimine successivement tous les favoris du parti républicain. Mais par ses déclarations souvent jugées originales, provocatrices, voire racistes, et sexistes, le milliardaire voit plusieurs grandes figures conservatrices lui tourner le dos, ou le soutenir a minima après son investiture. Son langage violent, parfois grossier et extrêmement agressif lui vaut l'animosité d'un grand nombre de personnalités qu'il a personnellement attaquées ; ainsi son principal rival, le sénateur Ted Cruz, refuse dans un premier temps de le soutenir officiellement, Trump ayant insulté son épouse et son père, avant de revenir sur sa décision deux mois plus tard. De même, les anciens présidents George H. W. Bush et George W. Bush, ainsi que le candidat battu aux primaires Jeb Bush, n'approuvent pas la candidature de l'homme d'affaires, tout comme les deux précédents candidats républicains John McCain et Mitt Romney, le premier ayant notamment vu son statut de héros de guerre remis en question par Trump tandis que le second a tenté à de multiples reprises de convaincre les électeurs de ne pas voter pour le milliardaire qu'il estime grossier et dangereux. La divulgation, début octobre 2016, d'un enregistrement dans lequel Donald Trump profère des propos obscènes à l'égard des femmes marque également une rupture significative entre le candidat et une partie du Parti républicain,, à tel point que Paul Ryan, l'un de ses principaux dirigeants, annonce délaisser la campagne de Donald Trump pour plutôt se concentrer sur la réélection des représentants républicains, considérant comme actée la défaite du candidat de son camp.
Pour le politologue Dominique Moïsi, le duel entre Hillary Clinton et Donald Trump représente le premier « face-à-face entre une démocrate interventionniste et un républicain isolationniste » depuis l'élection présidentielle de 1940 et la victoire de Franklin Delano Roosevelt sur le républicain Wendell Willkie. Alors que les candidats populistes ou indépendants ont toujours connu un succès limité dans l'histoire électorale américaine, Donald Trump est, pour Howard Fineman, directeur éditorial global du Huffington Post, caractéristique de l'évolution de la société américaine : celle de l'argent roi et du spectacle. Selon certains politologues, c'est davantage l'orientation autoritariste des électeurs qui explique leur propension à soutenir Donald Trump.

## Candidats
Les candidats suivants ont obtenu l'investiture de leur parti politique lors des conventions qui ont eu lieu en avril, mai, juillet et août.
| Candidat        | Candidat | Fonction la plus récente | Parti politique | État d'élection | Colistier     | Logo                   |
| --------------- | -------- | --- | --------------- | --------------- | ------------- | ---------------------- |
| Donald Trump    |          | Président de The Trump Organization (depuis 1971)                                                                                     | Républicain     | New York        | Mike Pence    | Logo de Donald Trump   |
| Hillary Clinton |          | 67e secrétaire d'État des États-Unis (2009-2013)                                                                                      | Démocrate       | New York        | Tim Kaine     | Logo d'Hillary Clinton |
| Gary Johnson    |          | 29e gouverneur du Nouveau-Mexique (1995-2003)                                                                                         | Libertarien     | Nouveau-Mexique | William Weld  | Logo de Gary Johnson   |
| Jill Stein      |          | Conseillère municipale de Lexington (2005-2011)                                                                                       | Écologiste      | Massachusetts   | Ajamu Baraka  | Logo de Jill Stein     |
| Darrell Castle  |          | Attorney from Memphis, Tennessee | Constitution    | Tennessee       | Scott Bradley |                        |
| Evan McMullin   |          | Ancien directeur de la recherche pour la House Republican Conference à la Chambre des représentants des États-Unis et agent de la CIA | Indépendant     | Utah            | Mindy Finn    | Logo d'Evan McMullin   |

### Parti démocrate
Au terme de sa seconde présidence, Barack Obama ne peut plus briguer un nouveau mandat, conformément au XXIIe amendement de la Constitution des États-Unis.

#### Candidats désignés
Hillary Rodham Clinton annonce sa candidature le 12 avril 2015. Elle obtient une majorité de délégués lors des primaires et est officiellement désignée comme candidate du Parti démocrate le 27 juillet 2016, lors de la convention nationale du parti à Philadelphie, aux côtés de Tim Kaine, candidat à la vice-présidence.
| Ticket du Parti démocrate de 2016                                          |                                                  |
| Hillary Clinton                                                            | Tim Kaine                                        |
| Présidente                                                                 | Vice-président                                   |
| Portrait officiel de la secrétaire d'État des États-Unis, Hillary Clinton. | Tim Kaine                                        |
| 67e Secrétaire d'État des États-Unis (2009-2013)                           | Sénateur des États-Unis pour la Virginie (2013-) |
| Logo de la campagne Clinton Kaine                                          |                                                  |
| ,                                                                          |                                                  |

#### Autres candidats

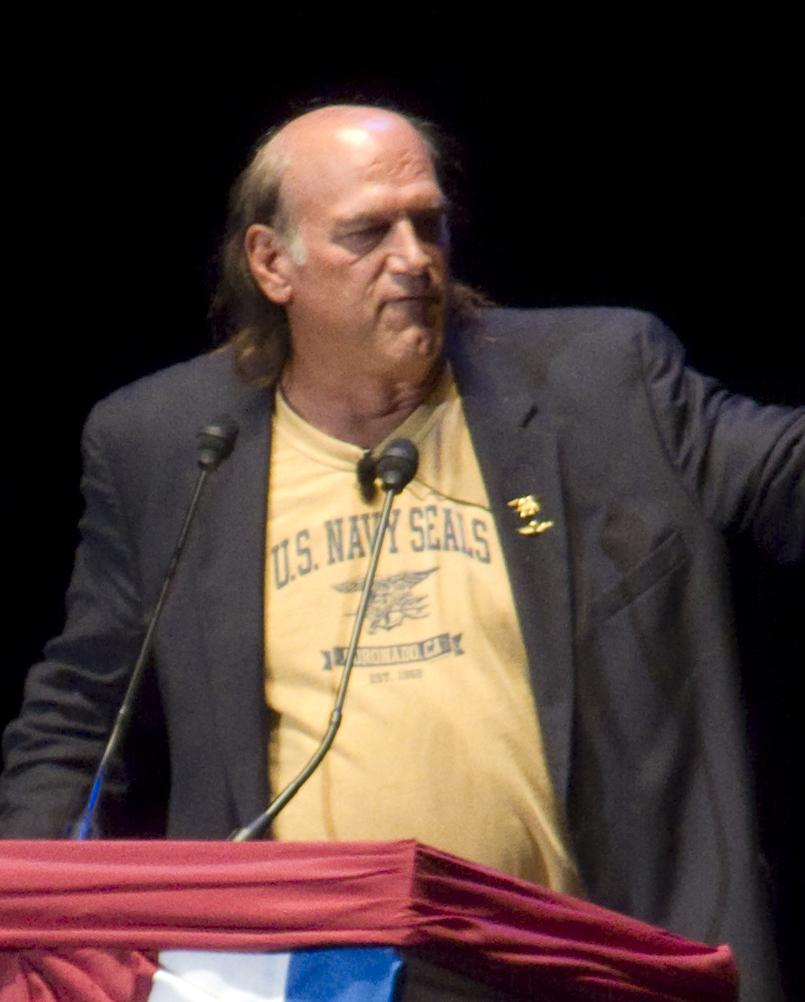
Jesse Ventura, gouverneur du Minnesota de 1999 à 2003,. Il s'était présenté pour la nomination du Parti libertarien avant de se retirer, laissant le champ libre à Gary Johnson.

Candidats lors des primaires démocrates :

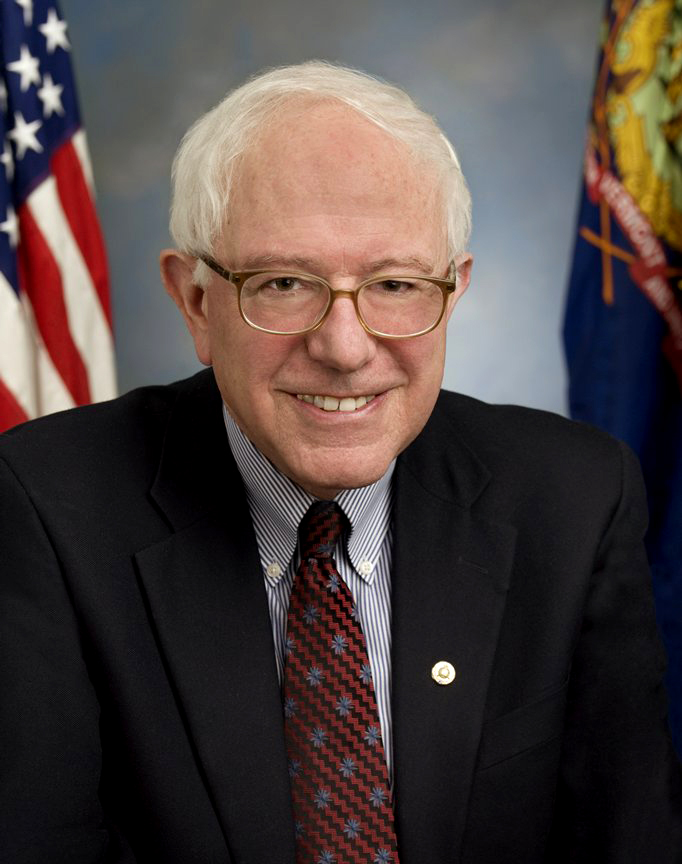
Bernie Sanders, sénateur du Vermont depuis 2007, représentant des États-Unis pour le Vermont de 1991 à 2007, maire de Burlington de 1981 à 1989.
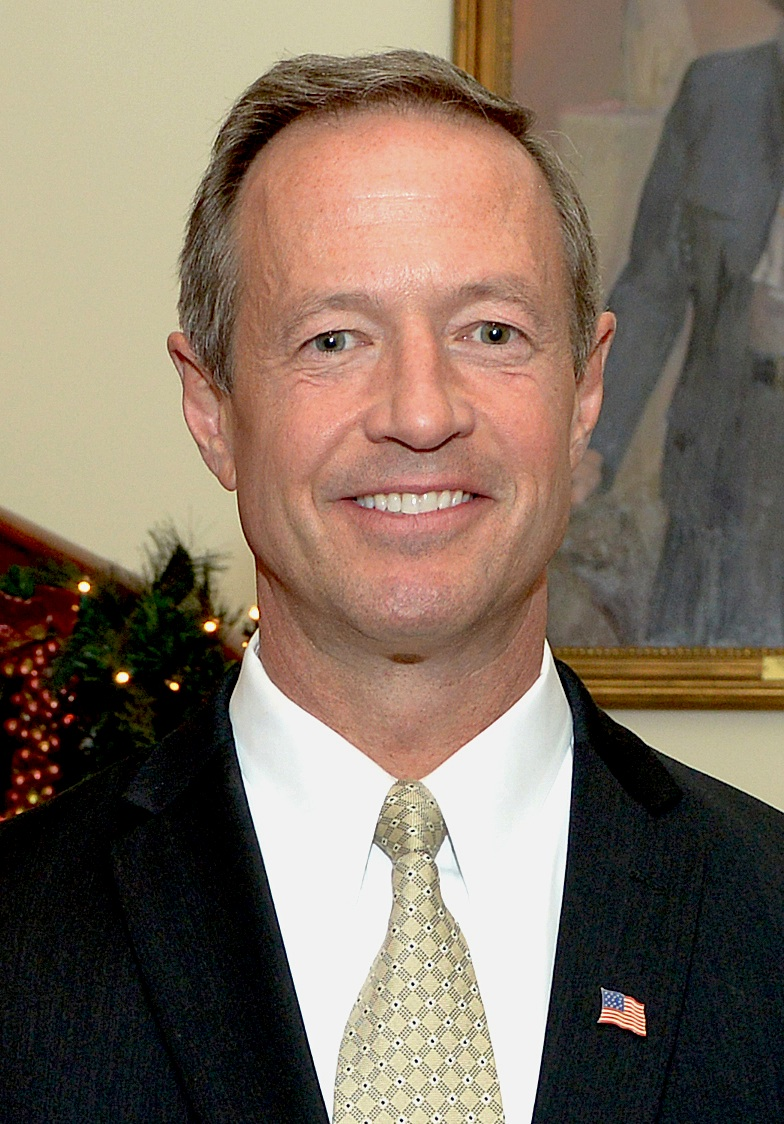
Martin O'Malley, gouverneur du Maryland de 2007 à 2015, maire de Baltimore de 1999 à 2007.

### Parti républicain

#### Candidats désignés
Donald Trump, magnat de l'immobilier et PDG de The Trump Organization, qui n'avait jamais jusque-là détenu de mandat électif, entre dans la course le 16 juin 2015. Il obtient une majorité de délégués lors des primaires et il est officiellement désigné comme candidat du Parti républicain le 19 juillet 2016, lors de la convention nationale du parti à la Quicken Loans Arena à Cleveland, Ohio, aux côtés de Mike Pence, candidat à la vice-présidence.
| Ticket républicain de 2016            |                                     |
| Donald Trump                          | Mike Pence                          |
| Président                             | Vice-président                      |
| Donald Trump                          | Mike Pence                          |
| PDG de The Trump Organization (1971-) | 50e Gouverneur de l'Indiana (2013-) |
| Logo de la campagne Trump Pence       |                                     |
| ,                                     |                                     |

#### Autres candidats
Candidats aux primaires républicaines :

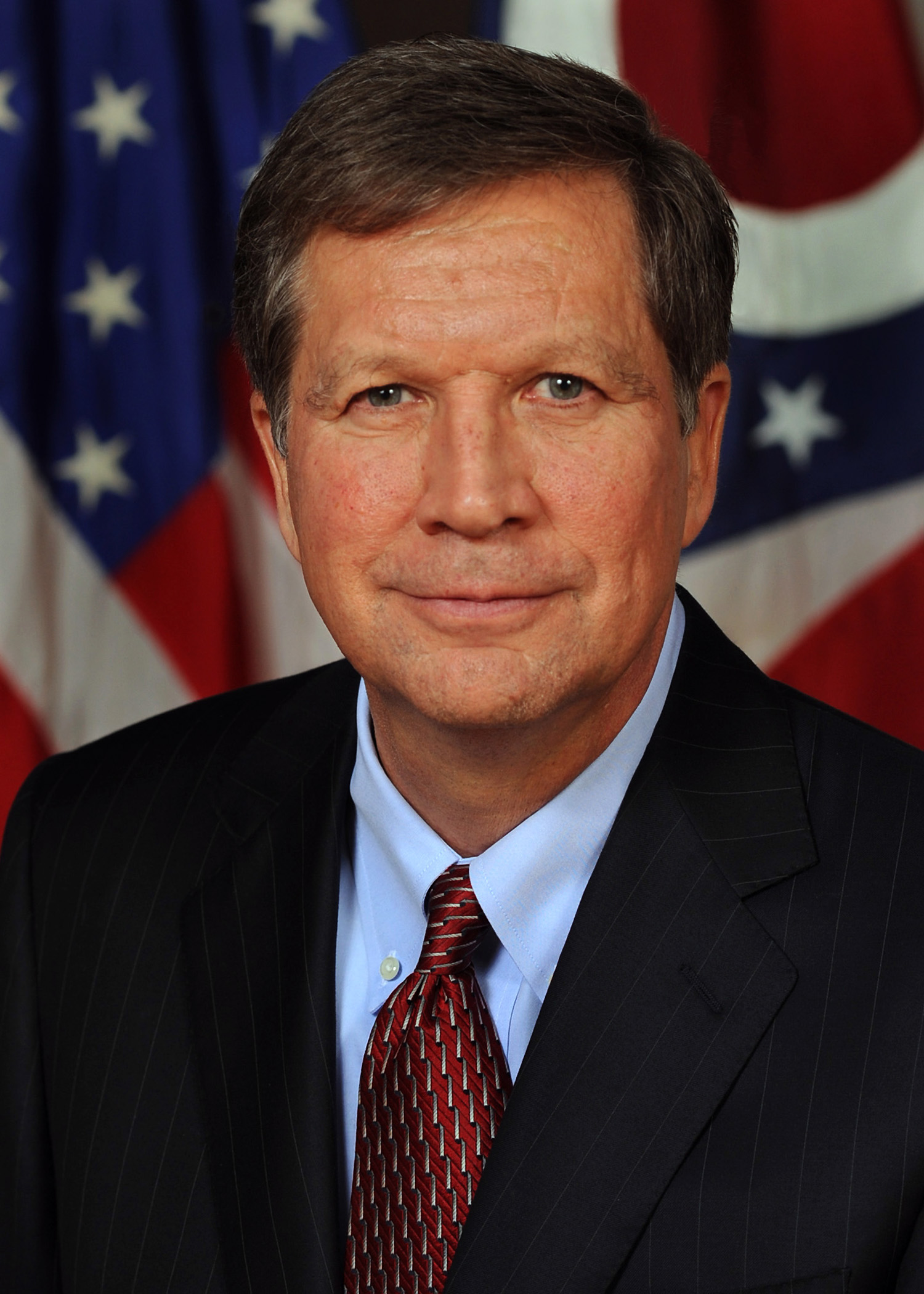
John Kasich, gouverneur de l'Ohio depuis 2011, représentant de l'Ohio de 1983 à 2001.
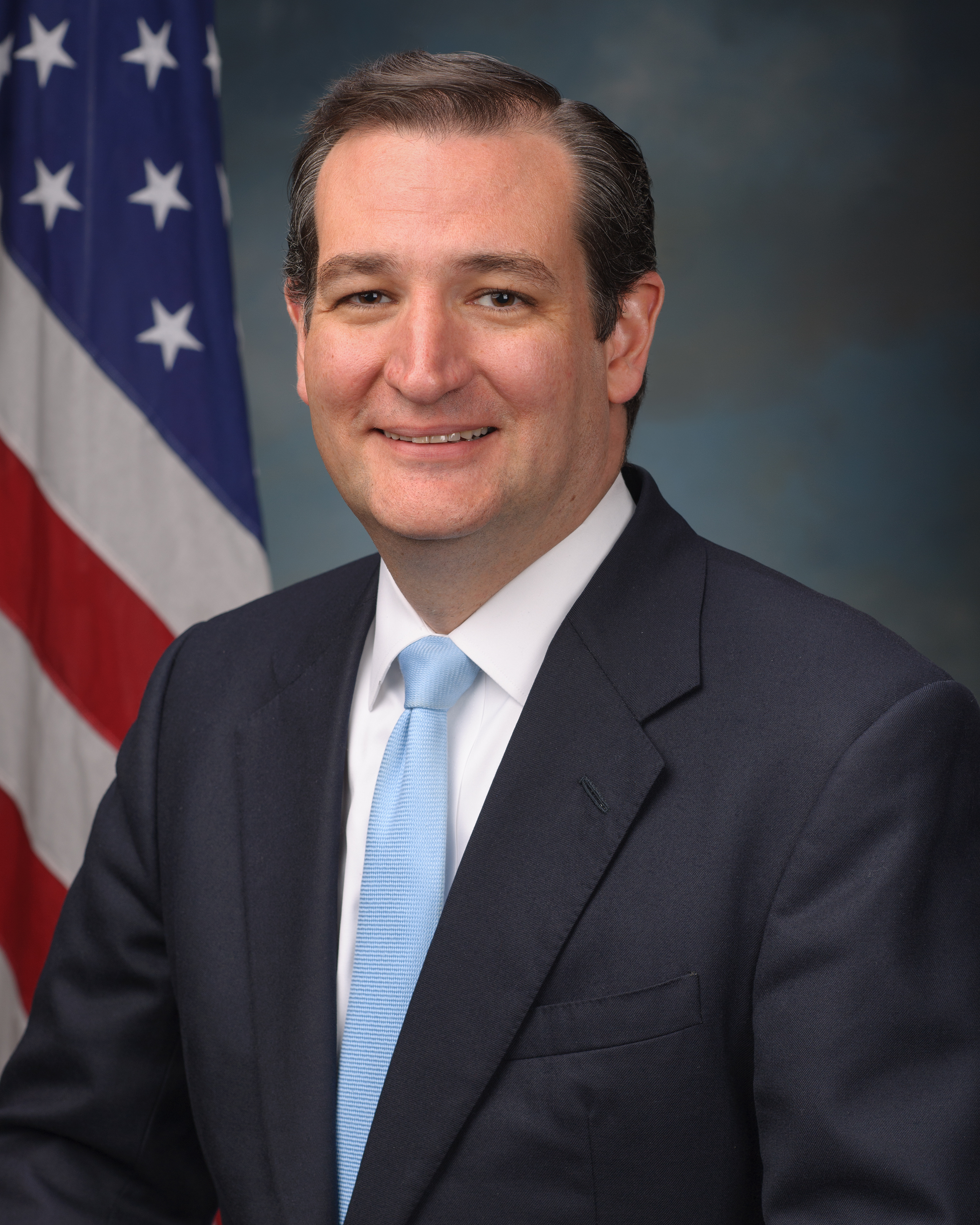
Ted Cruz, sénateur du Texas depuis 2013.
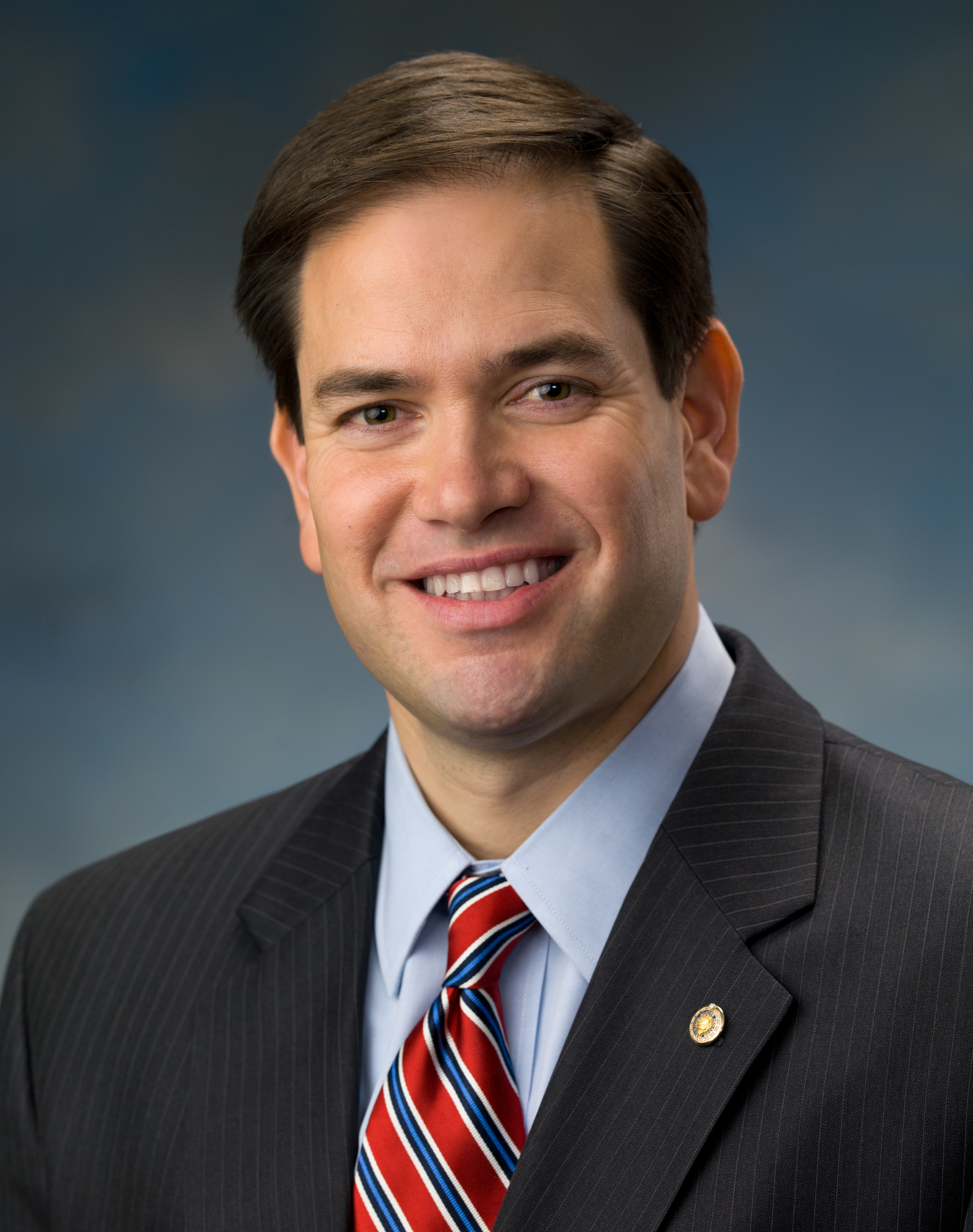
Marco Rubio, sénateur de la Floride depuis 2011.
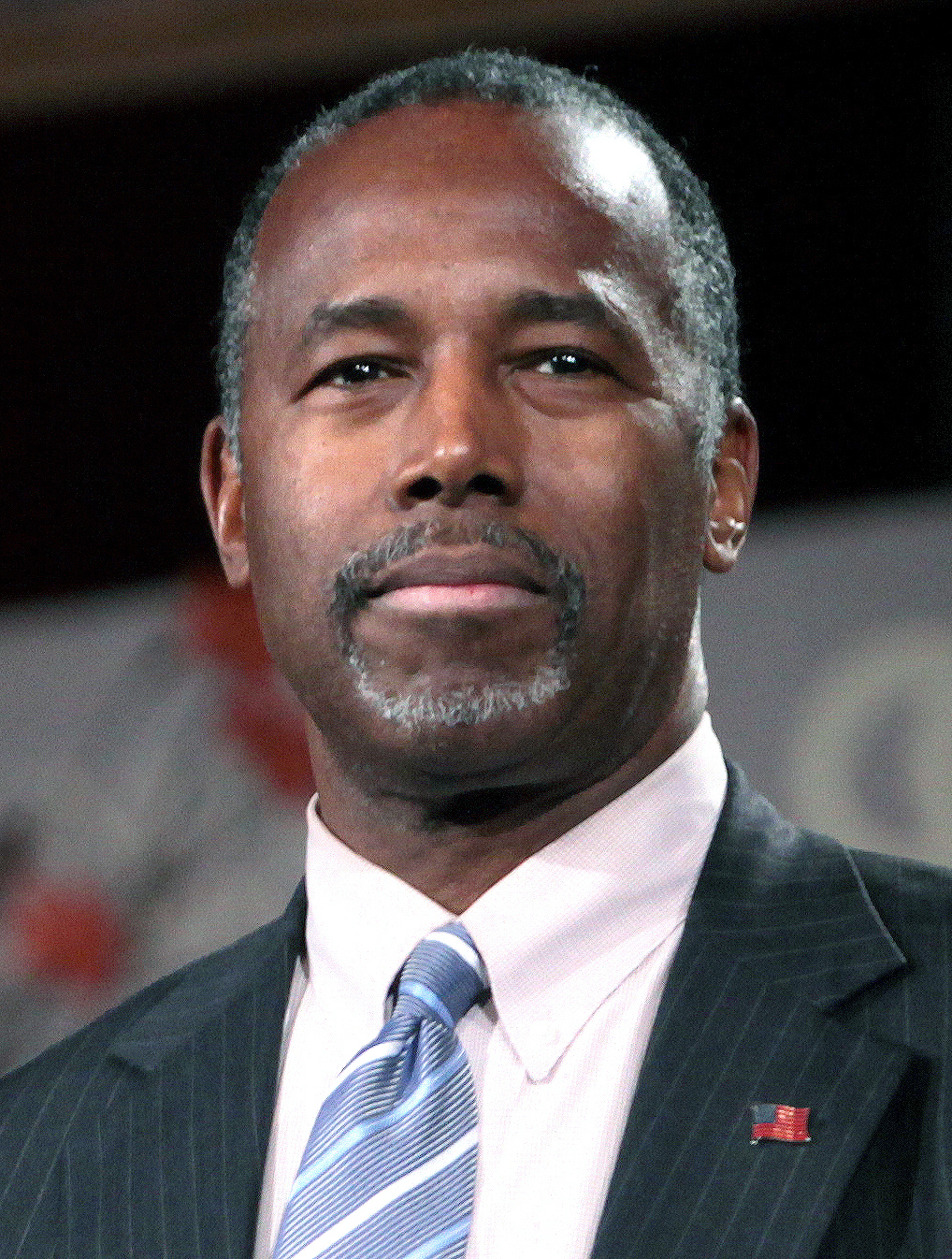
Ben Carson, essayiste et ancien neurochirurgien.
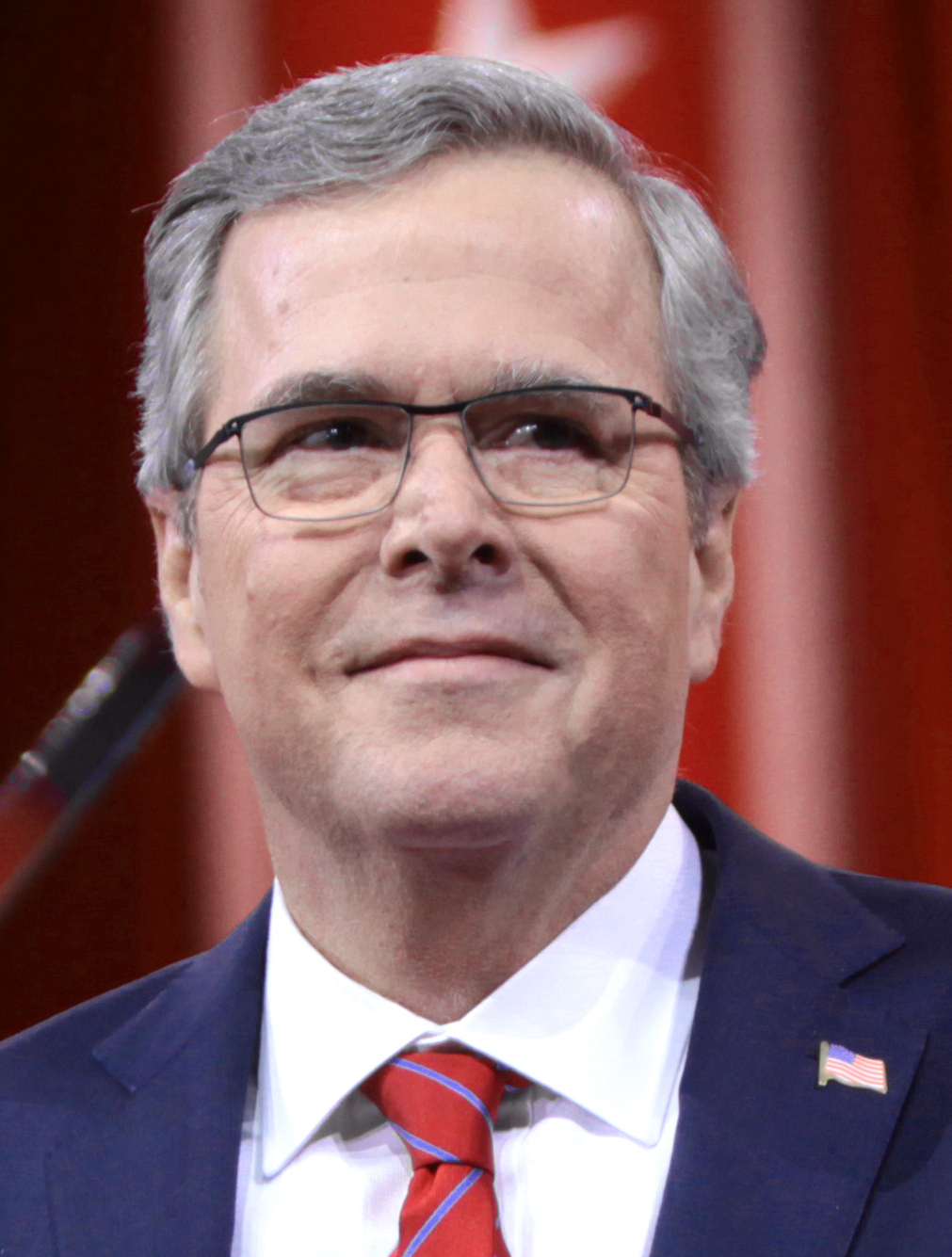
Jeb Bush, gouverneur de la Floride de 1999 à 2007[65].
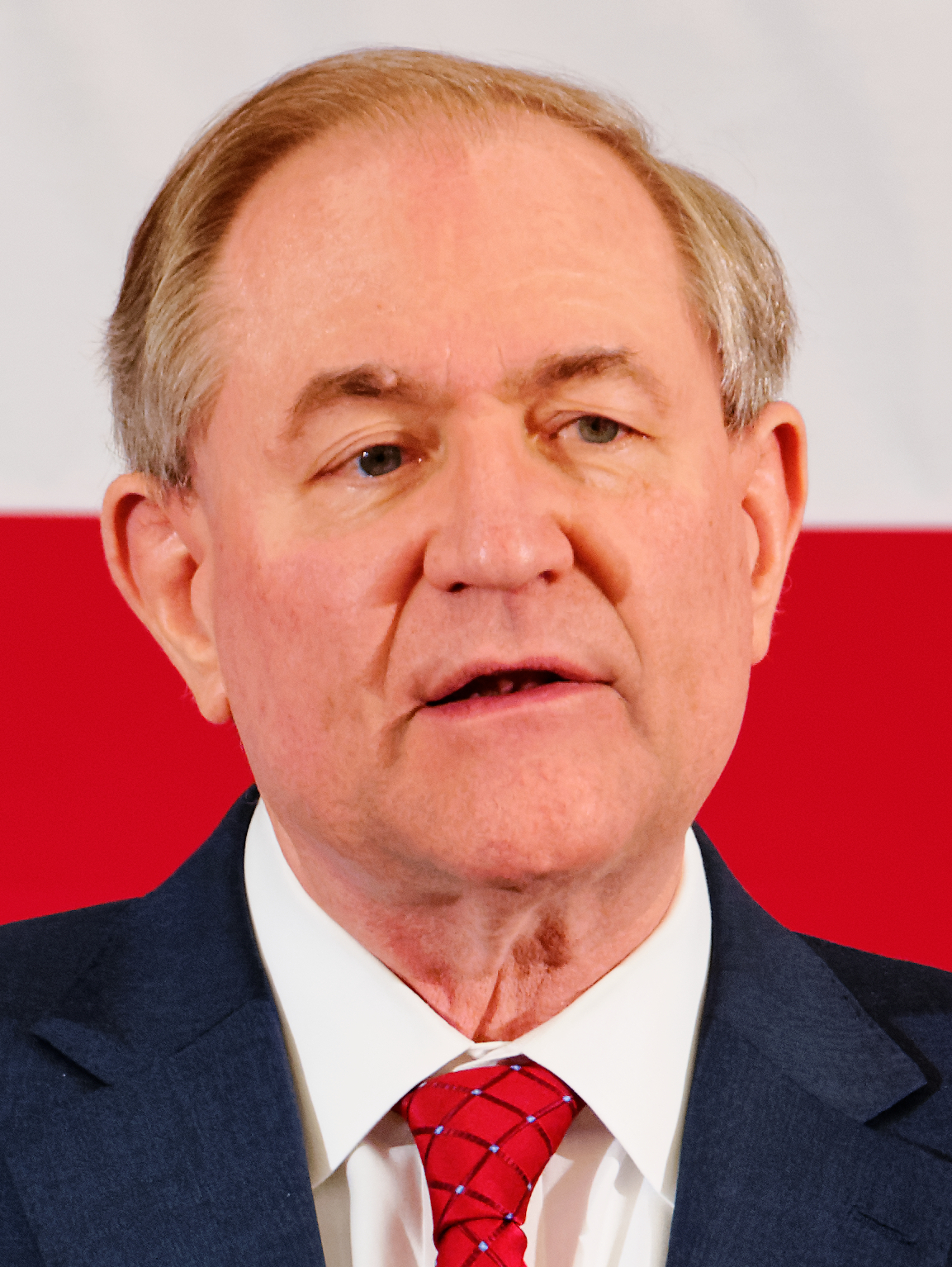
Jim Gilmore, gouverneur de la Virginie de 1998 à 2002[66].
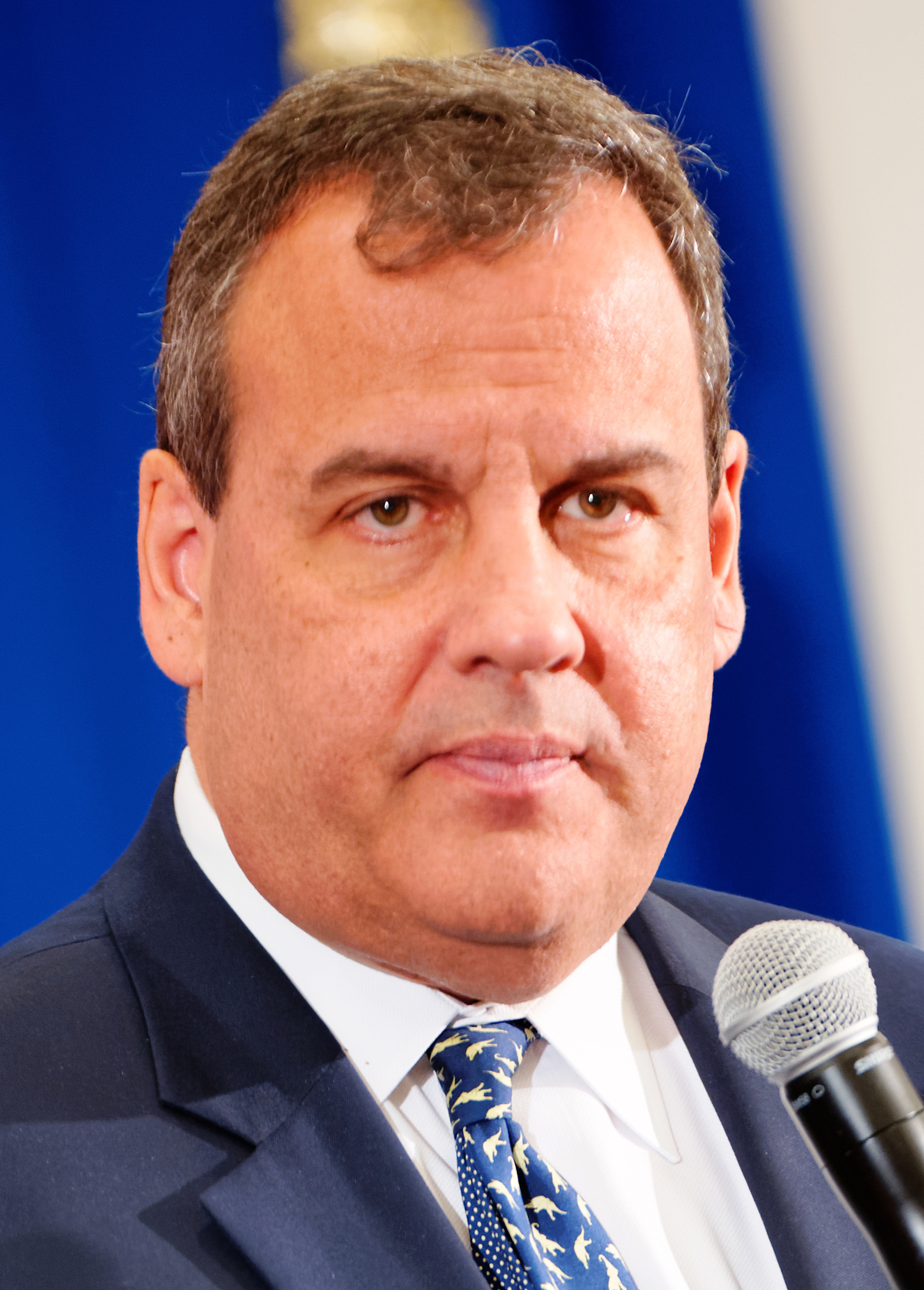
Chris Christie, gouverneur du New Jersey depuis 2010.
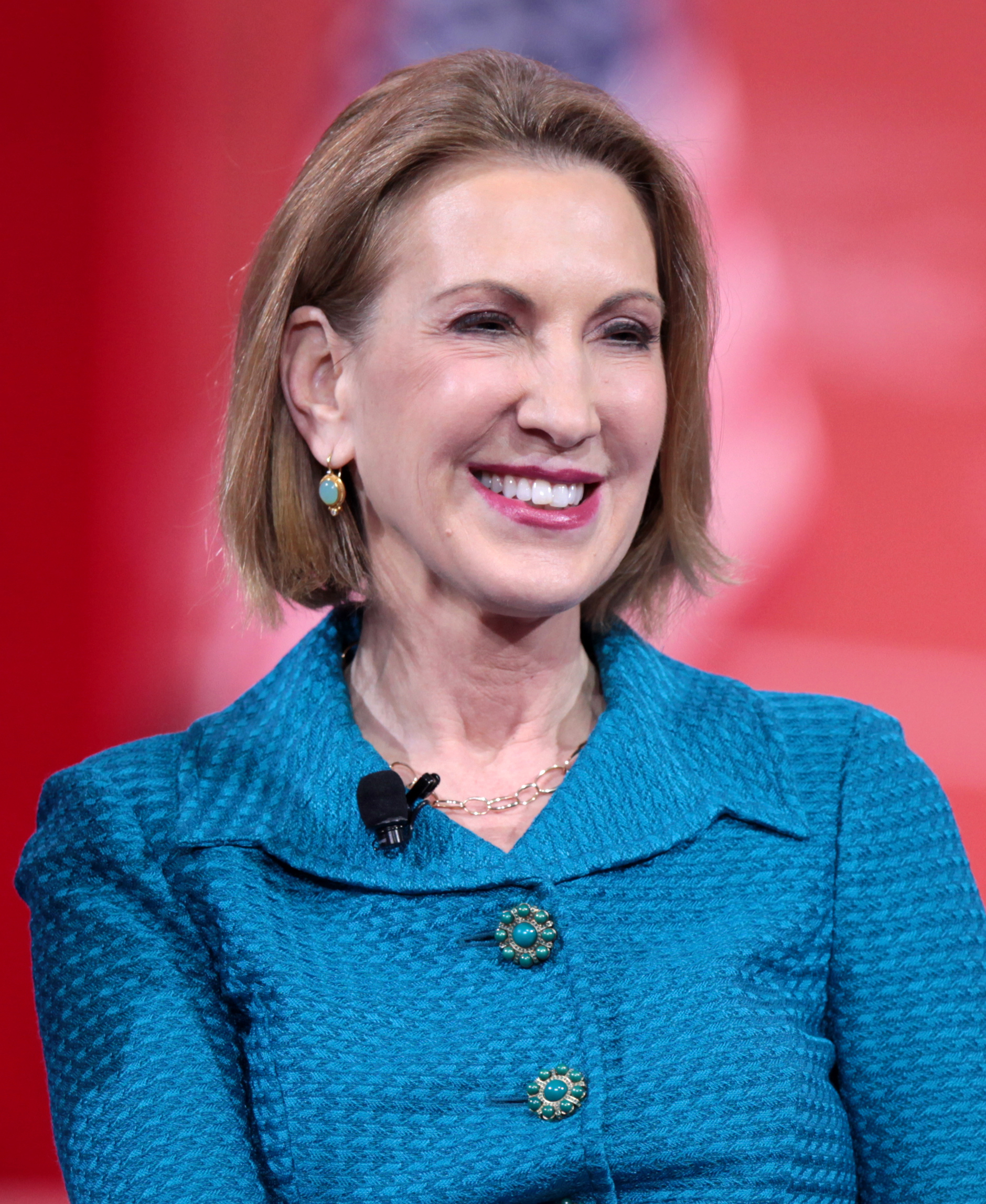
Carly Fiorina, directrice générale de Hewlett-Packard de 1999 à 2005.
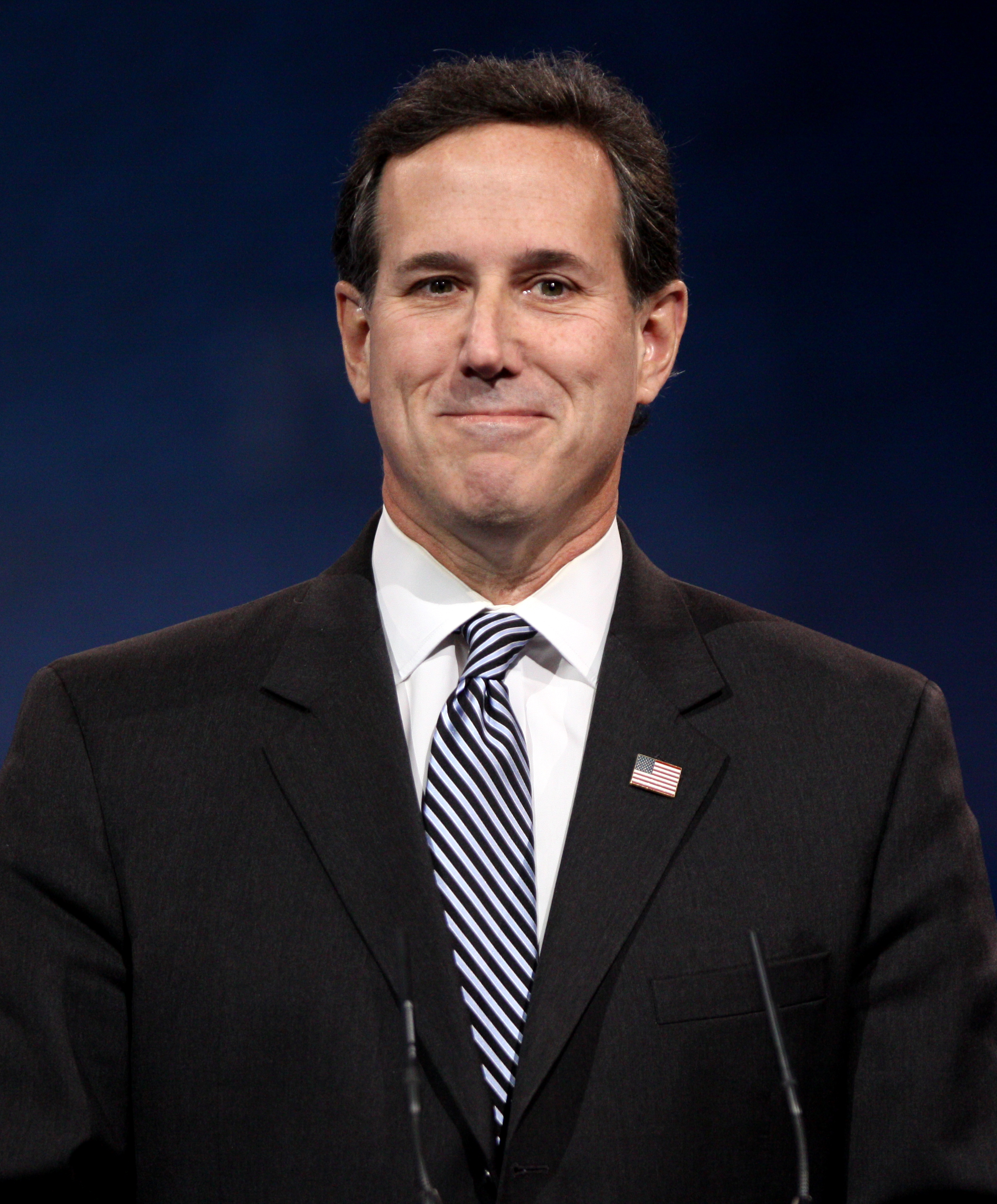
Rick Santorum, sénateur de la Pennsylvanie de 1995 à 2007, représentant de la Pennsylvanie de 1991 à 1995[67].
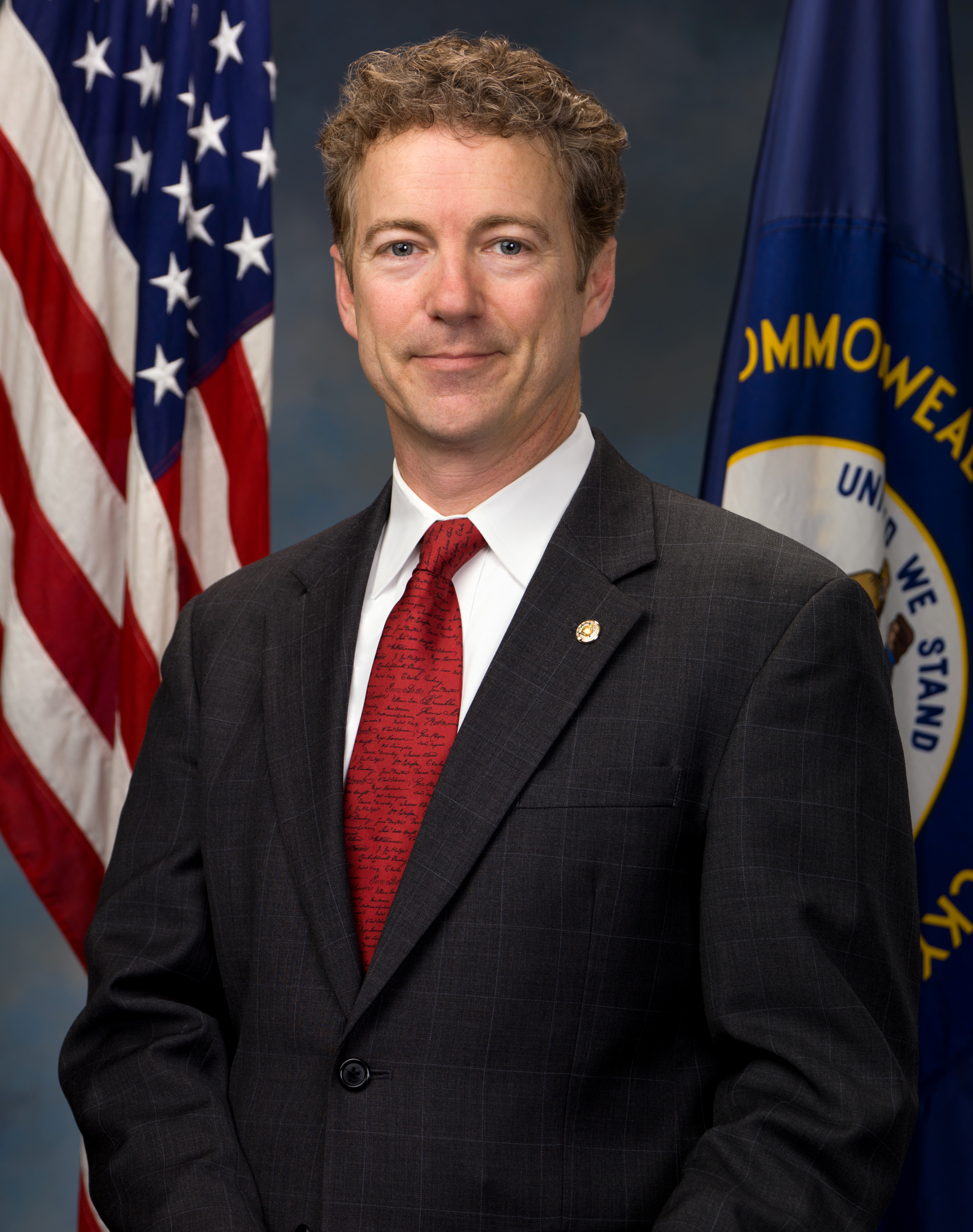
Rand Paul, sénateur du Kentucky depuis 2011[68],[69].
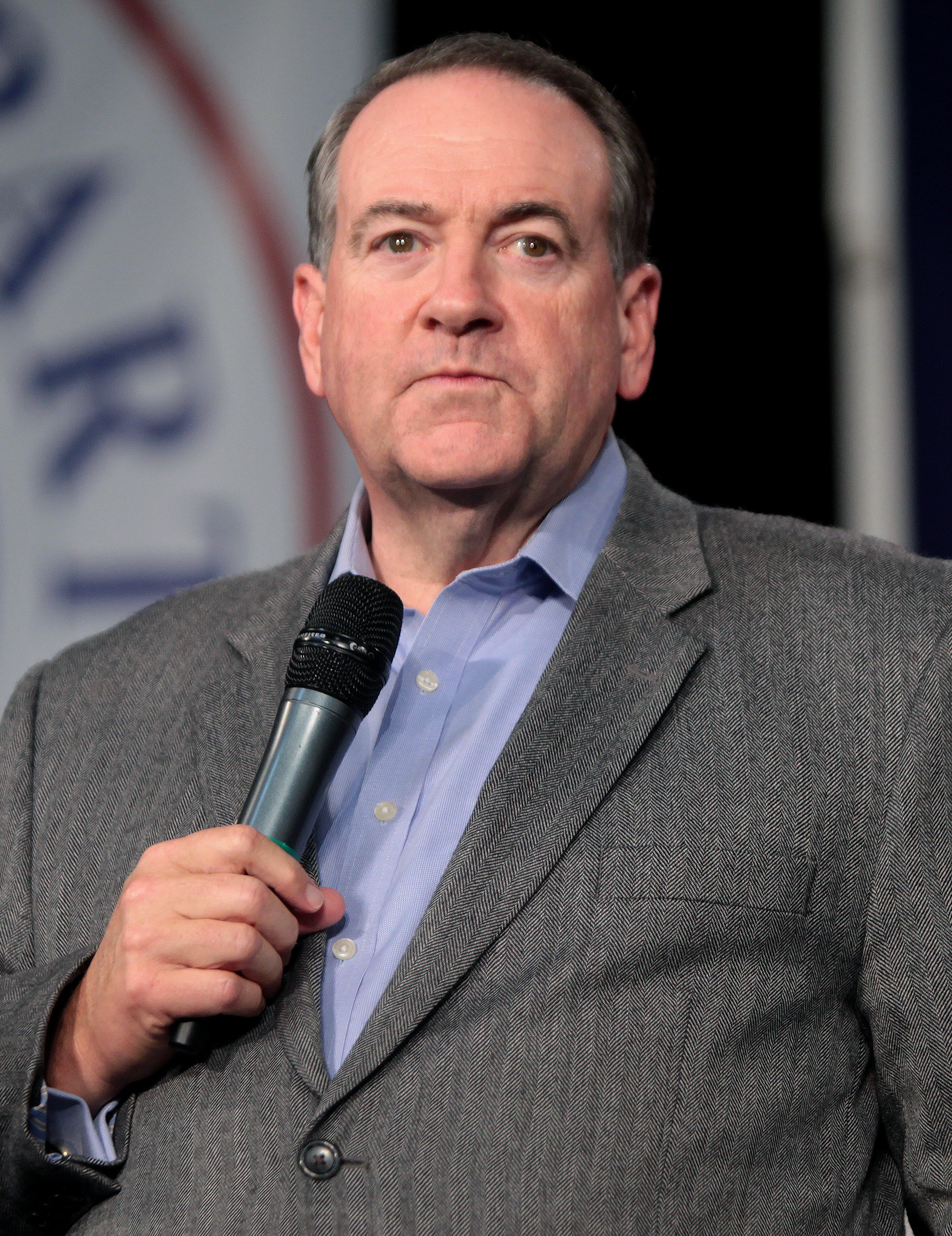
Mike Huckabee, gouverneur de l'Arkansas de 1996 à 2007.

### Parti libertarien
| Ticket libertarien de 2016                                                                                 |                                                                   |
| Gary Johnson                                                                                               | William Weld                                                      |
| Président                                                                                                  | Vice-président                                                    |
| Gary Johnson                                                                                               | Bill Weld                                                         |
| Gary Johnson, 72 ans, gouverneur du Nouveau-Mexique de 1995 à 2003, candidat à la présidentielle de 2012,. | William Weld, 79 ans, gouverneur du Massachusetts de 1991 à 1997. |
| |                                                                   |

#### Autres candidats
- Jesse Ventura, gouverneur du Minnesota de 1999 à 2003[72],[73]. Il s'était présenté pour la nomination du Parti libertarien avant de se retirer, laissant le champ libre à Gary Johnson.

### Parti vert
Jill Stein est la candidate du Parti vert des États-Unis.

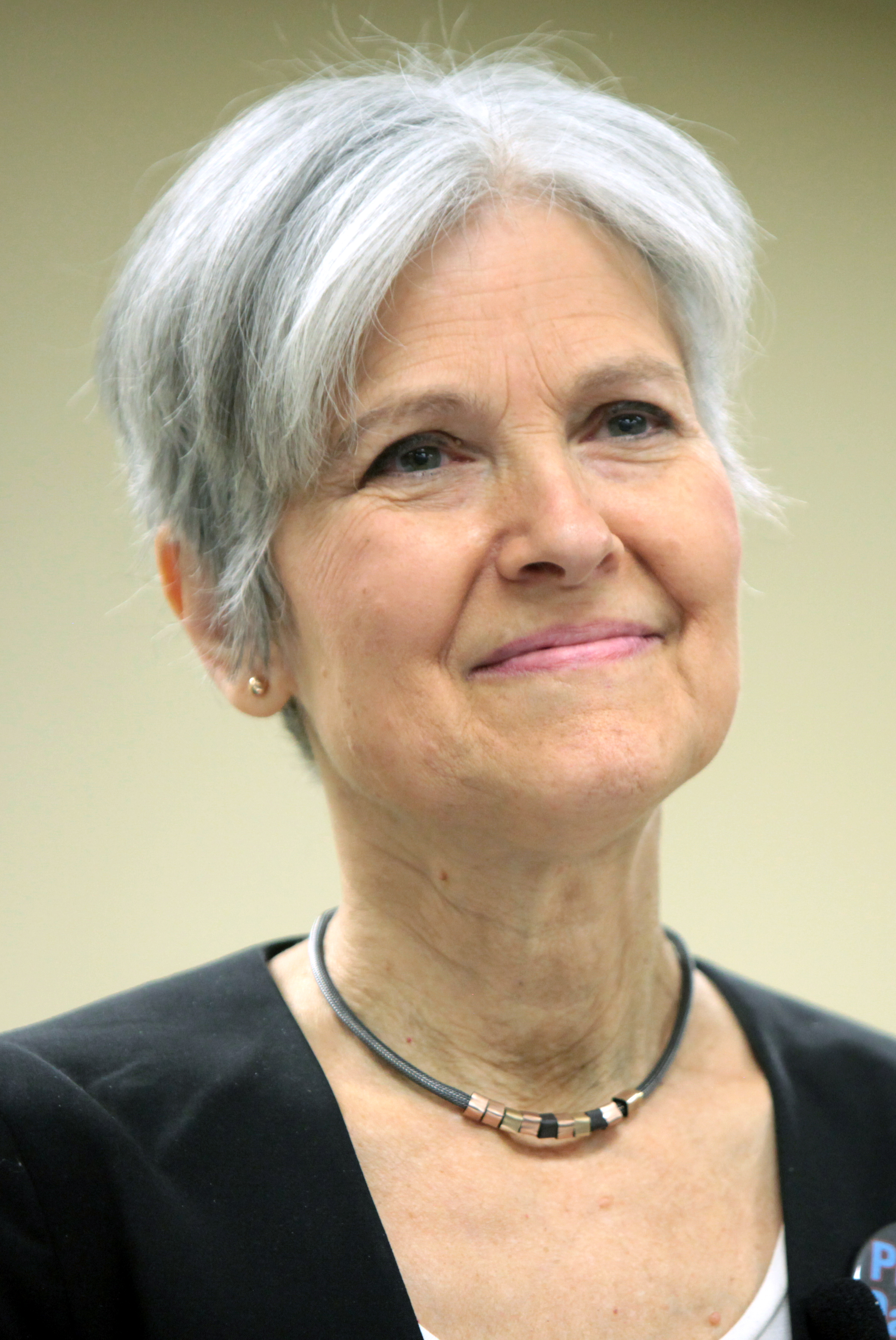
Jill Stein, 66 ans, médecin, conseillère municipale de Lexington de 2005 à 2011, candidate à la présidentielle de 2012.
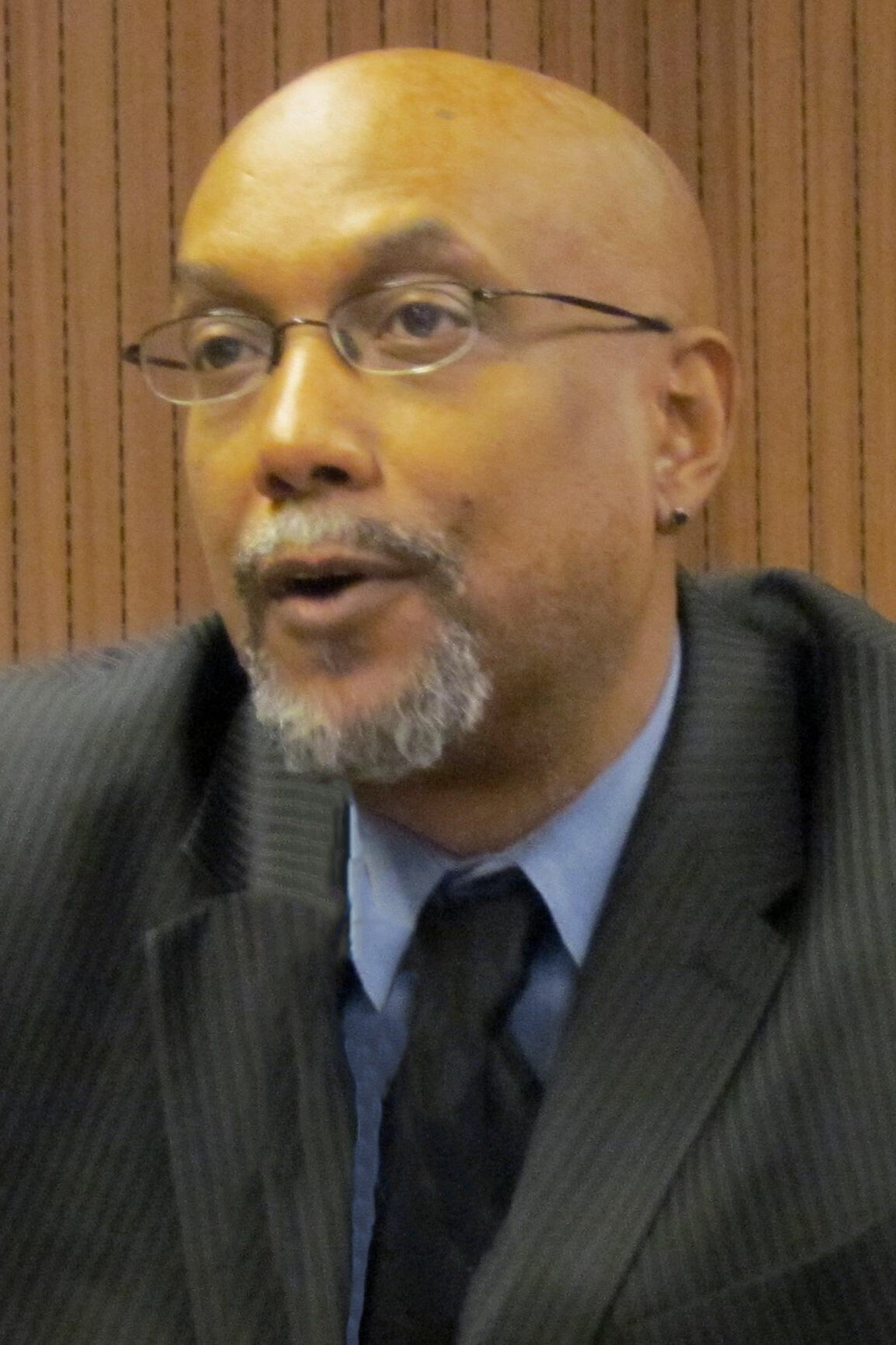
Ajamu Baraka, 62 ans, militant en faveur des droits de l'homme.

Le ticket présidentiel vert a accès au scrutin dans 45 États et dans le district de Colombia, tandis que dans trois États (Indiana, Caroline du Nord, Géorgie) les électeurs peuvent écrire le nom des candidats. Dans le Dakota du Sud, le Nevada et l'Oklahoma, les électeurs n'ont pas la possibilité de voter pour les candidats écologistes.

### Parti constitutionnaliste
Le Parti de la Constitution désigne en avril 2016 Darrell Castle et Scott Bradley respectivement candidat à la présidence et candidat à la vice-présidence. Darrell Castle était le candidat à la vice-présidence du parti en 2008.

### Evan McMullin
Evan McMullin, ancien agent de la CIA et ancien conseiller du Parti républicain à la Chambre des représentants des États-Unis, se porte candidat en août 2016 en tant qu'indépendant. Sa candidature est soutenue par les réseaux du candidat républicain à l'élection présidentielle de 2012, Mitt Romney. Il fait principalement campagne en Utah, État qu'il est — selon quelques sondages — capable de remporter.

### Autres candidats
| Candidats                      | Candidats           | Parti                                                                                          | Accès au scrutin | Accès au scrutin | Write-in | Write-in |
| Présidence                     | Vice-présidence     | Parti                                                                                          | États            | Délégués         | États    | Délégués |
| ------------------------------ | ------------------- | ---------------------------------------------------------------------------------------------- | ---------------- | ---------------- | -------- | -------- |
| Rocky De La Fuente             | Michael Steinberg   | Indépendant Parti américain delta Parti de la réforme des États-Unis d'Amérique                | 20               | 147              | 14       | 319      |
| Gloria La Riva                 | Eugene Puryear      | Parti pour le socialisme et la libération Parti paix et liberté Parti de l'union de la liberté | 9                | 112              | 9        | 203      |
| Alyson Kennedy                 | Osborne Hart        | Parti socialiste des travailleurs                                                              | 7                | 70               | 7        | 123      |
| Monica Moorehead               | Lamont Lilly        | Parti du monde des travailleurs                                                                | 3                | 30               | 17       | 229      |
| James Hedges                   | Bill Bayes          | Parti de la prohibition                                                                        | 3                | 21               | 12       | 110      |
| Mimi Soltysik                  | Angela Walker       | Parti socialiste des États-Unis Parti de la loi naturelle                                      | 2                | 25               | 14       | 189      |
| Mike Smith                     | Daniel White        | Indépendant                                                                                    | 2                | 20               | 20       | 186      |
| Richard Duncan                 | Ricky Johnson       | Indépendant                                                                                    | 1                | 18               | 17       | 158      |
| Laurence Kotlikoff             | Edward E. Leamer    | Indépendant                                                                                    | 2                | 17               | 28       | 323      |
| Tom Hoefling                   | Steve Schulin       | Parti de l'Amérique                                                                            | 2                | 17               | 24       | 297      |
| Chris Keniston                 | Deacon Taylor       | Parti des vétérans d'Amérique                                                                  | 2                | 17               | 14       | 258      |
| Dan Vacek                      | Mark Elworth, Jr.   | Parti de la marijuana légale maintenant                                                        | 2                | 16               | 7        | 77       |
| Lynn Kahn                      | Kathleen Monahan    | Indépendant                                                                                    | 2                | 12               | 13       | 139      |
| Mike Maturen                   | Juan Muñoz          | Parti américain de la solidarité                                                               | 1                | 9                | 20       | 266      |
| Joseph Allen Maldonado         | Douglas K.          | Indépendant                                                                                    | 1                | 9                | 18       | 180      |
| Ryan Alan Scott                | Bruce Kendall       | Indépendant                                                                                    | 1                | 9                | 10       | 108      |
| Frank Atwood                   | Blake Huber         | Parti du vote d'approbation                                                                    | 1                | 9                | 8        | 76       |
| Kyle Kenle Kopitke             | Narthan R. Sorenson | Parti indépendant américain                                                                    | 1                | 9                | 8        | 76       |
| Rod Silva                      | Richard Silva       | Parti américain de la nutrition                                                                | 1                | 9                | 8        | 76       |
| Bradford Lyttle                | Hannah Walsh        | Parti pacifiste des États-Unis                                                                 | 1                | 9                | 8        | 76       |
| Peter Skewes                   |                     | Parti américain de Caroline du Sud                                                             | 1                | 9                | 8        | 76       |
| Jerry White                    | Niles Niemuth       | Parti de l'égalité socialiste                                                                  | 1                | 8                | 12       | 101      |
| Princess Khadijah Jacob-Fambro | Milton Fambro       | Indépendant                                                                                    | 1                | 8                | 8        | 75       |
| Rocky Giordani                 | Farley Anderson     | Parti indépendant américain                                                                    | 1                | 6                | 8        | 73       |
| Scott Copeland                 | J.R. Meyers         | Parti de la Constitution d'Idaho                                                               | 1                | 4                | 8        | 71       |

### Candidature retirée

#### Michael Bloomberg

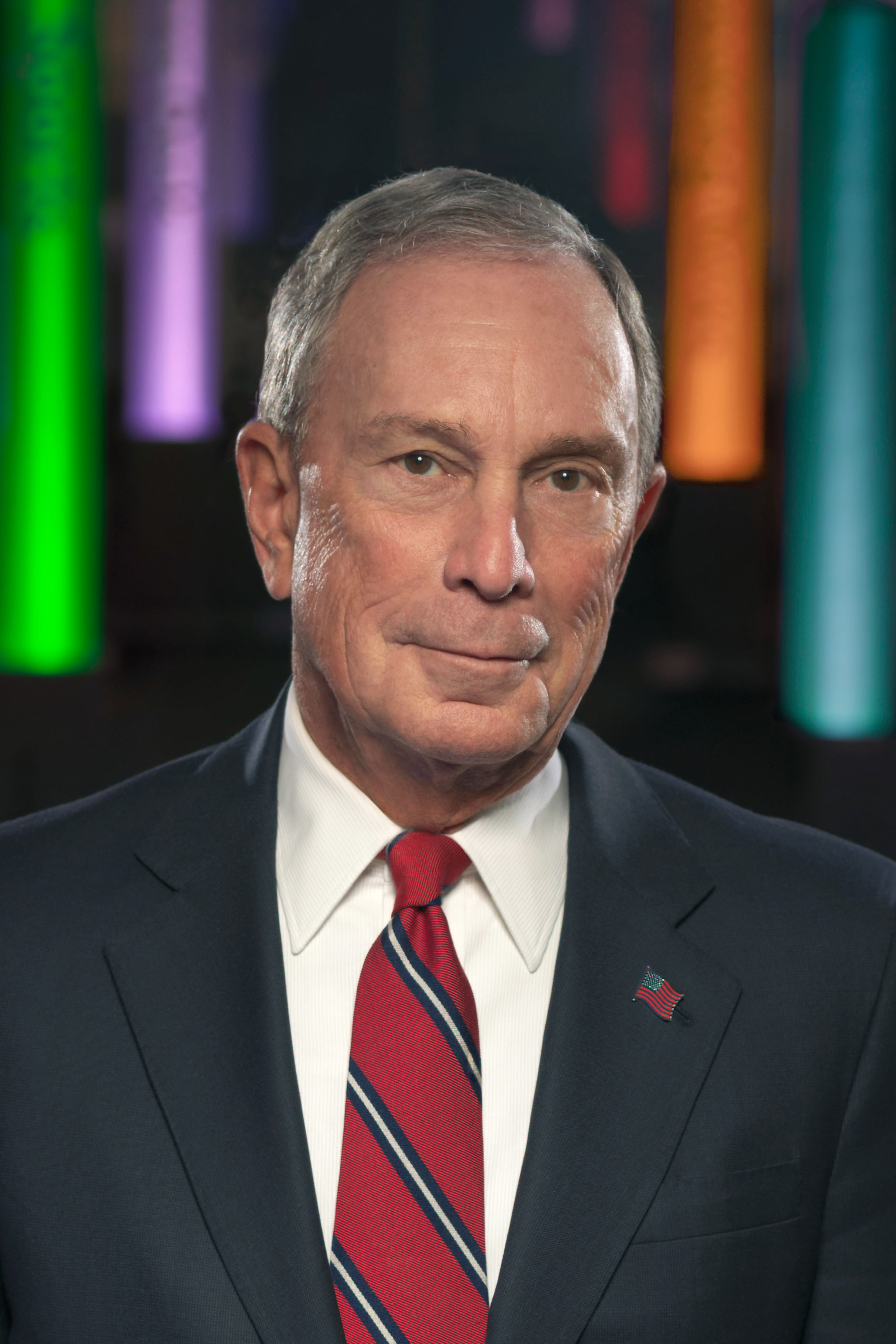
Michael Bloomberg

Michael Bloomberg, maire de New York de 2002 à 2014, directeur général et fondateur de Bloomberg LP depuis 1981,, renonce à se présenter en indépendant et soutient Hillary Clinton.

## Campagne

### Enquêtes et prévisions

#### Sondages

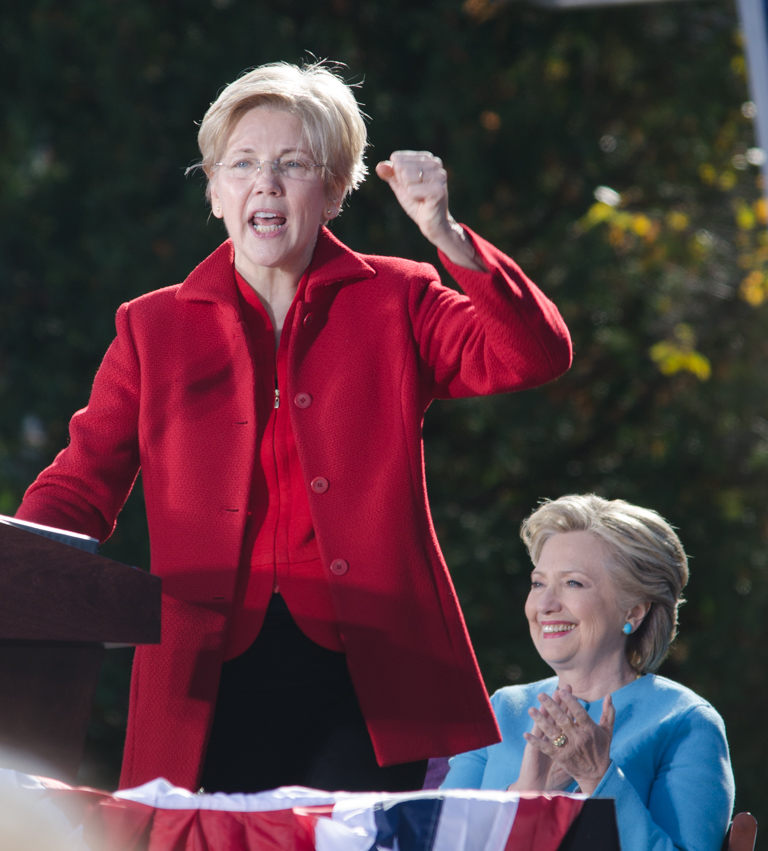
Elizabeth Warren en campagne avec Hillary Clinton à Manchester (New Hampshire), en octobre 2016.

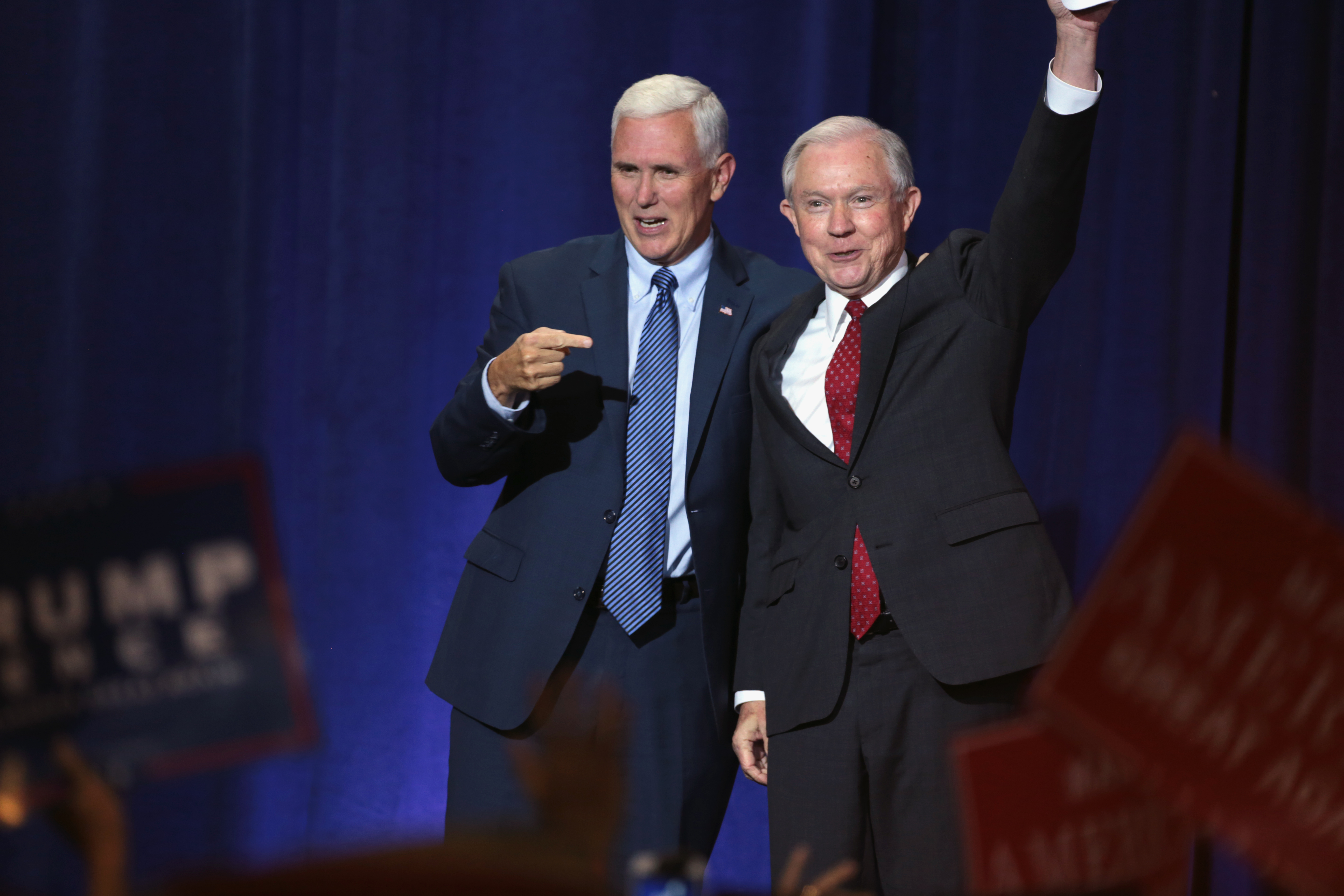
Mike Pence et Jeff Sessions à Phoenix (Arizona), en août 2016.

La grande majorité des sondages prévoit une victoire d'Hillary Clinton sur Donald Trump, même s'ils ne lui donnent qu'une avance modeste, qui devient même « très serrée » en toute fin de campagne :
- de 1,7 point en faveur de Clinton pour les six derniers sondages avant l'élection[84], selon Mona Chalabi, data-journaliste américaine de The Guardian, soit l'écart constaté en faveur de la candidate démocrate, une dizaine de jours après le scrutin, une fois pris en compte une grande partie des votes par correspondance. Parmi ces six derniers sondages, deux donnaient Trump gagnant ;
- de 2,2 points, le 2 novembre, pour la moyenne des sondages une semaine avant l'élection[85], calculée par le site Real Clear Politics ;
- de 2,7 points, le 7 novembre, pour la moyenne de tous les sondages avant l'élection[86].

Malgré l'indécision d’une frange de plus en plus importante du corps électoral jusqu’au jour même de l’élection, les sondeurs ont livré aux médias des probabilités statistiques de victoire de l'un ou l'autre des deux candidats qui ont fluctué très fortement, pouvant passer de 50 % (chance égale pour l'un et l'autre) à 80 % voire 90 %, ou 95 % en quelques semaines. Ils sont aussi passés à côté des victoires très serrées obtenues de justesse par Trump dans certains États-clé.
Les sondeurs ont aussi oublié que cette élection était difficile à prévoir en raison du climat très tendu et de l'impopularité de chacun des deux candidats, qui a atteint des niveaux records dans l'histoire politique américaine, avec une cote de -16 pour Hillary Clinton, celle de Donald Trump étant même à -24. Un article de CNBC a évoqué la difficulté des sondeurs face au « vote caché » pour Trump, les personnes sondées ne disant pas toujours qu'elles allaient voter pour lui. Selon cet article, le nombre de sondages était suffisant, mais ils ont eu globalement du mal à prendre en compte le climat très dur de la campagne, certains s'autorisant à comparer Trump à Hitler, dans les écoles, les bureaux des entreprises ou sur les réseaux sociaux, ce qui a pu pousser ses futurs électeurs, dans certaines situations tendues, à ne pas se déclarer. Le sondage USC Dornsife-Los Angeles Times, commandé par le grand quotidien de la côte ouest, fut l'un des rares à donner le républicain en tête, et avec une large avance de 3,2 points sur la démocrate (46,8 % contre 43,6 % des voix), car il a pris en compte la notion de « désirabilité sociale », qui consiste à vouloir se présenter sous un jour favorable à ses interlocuteurs, selon Arie Kapteyn, professeur d’économie à l’University of Southern California (Los Angeles), l’un des trois experts à avoir participé à l'élaboration du sondage.

#### Prévisions des médias et des intellectuels
Malgré des sondages « très serrés » et divergents, en particulier un peu plus d'un mois avant le scrutin, lors du 1er débat Trump-Clinton, la grande majorité des médias a, pendant la campagne électorale, estimé la victoire de Donald Trump impossible,,,. D'une manière générale, les sondages se sont beaucoup moins trompés que les « experts ».
- La chaîne de télévision Euronews explique ainsi que la victoire d'Hillary Clinton est « mathématique », car « une majorité solide et constante des votants assure qu’elle votera pour Hillary Clinton. »[97].
- Le magazine Slate affirme que « Donald Trump ne va pas être président », car pour cela il « devrait gagner des parts sans précédent des électeurs qui le détestent : les Noirs, les Latinos et les femmes »[98].
- Dans Le Journal du dimanche, un éditorial de François Clemenceau donne 5 raisons principales « qui annoncent la défaite de Donald Trump », jugé ignorant de « la sociologie et la géographie électorale »[99]. Quelques jours avant l'élection, le quotidien signale cependant des « inflexions dans les sondages », car « l'avance de Hillary Clinton s'est évaporée » en Floride, État clé pour la conquête du pouvoir[100].
- L'hebdomadaire américain de gauche, The Nation, juge que « Donald Trump ne peut pas gagner », car même sans considérer « l'incompétence de sa campagne », « les chiffres ne sont pas de son côté »[101].
- Un sondage de l'institut de sondage Ipsos, pour le compte de l'agence de presse Reuters estime à 95 % les probabilités de victoire de Hillary Clinton[102].
- Olivier Ravanello, spécialiste international de la chaîne d’information du groupe Canal+, explique sur i-Télé cartes à l'appui que c'est « mission impossible » pour le candidat Trump[92].
- Le 30 octobre 2016, Le Monde affirme encore dans le titre de son article que « Trump ne peut pas gagner, mais Clinton peut perdre », précisant qu'« à aucun moment, depuis un an et demi, les Américains ne lui [Trump] ont d’ailleurs reconnu le tempérament et l’expérience qu’ils jugent nécessaires pour occuper le Bureau ovale de la Maison-Blanche. » Le quotidien n'exclut néanmoins pas une défaite éventuelle d'Hillary Clinton, plus par rejet de sa personne que par adhésion à celle de Trump[103].

Cette certitude est partagée par certains intellectuels :
- Bernard-Henri Lévy qui « parie » sur la défaite de Trump[104].
- Pierre Guerlain, professeur de civilisation américaine, écrit dans Le HuffPost que « le narcisse abject », « le bouffon » ne sera pas élu[105].
- Soufian Alsabbagh, écrivain spécialiste de la droite américaine, explique dans un premier temps que Trump ne peut remporter la primaire[99] et ensuite que la stratégie de Trump montre qu'il ne veut pas gagner[106].
- Fin juillet 2015, Vincent Michelot, universitaire français spécialiste de l'histoire politique des États-Unis, affirme que Donald Trump « n’a aucune envie de devenir président des États-Unis » et que sa candidature « n’a aucune chance d’aboutir. Ce n’est que de la pub pour son empire immobilier et pour ses émissions télé, pub qu’il fait sur le dos du processus démocratique américain »[107]. Alors que Donald Trump est sur le point de remporter les primaires républicaines, en mai 2016, Vincent Michelot estime que ses chances d'être élu président sont « quasi nulles » et conditionnées à la survenue d'un événement exceptionnel[108]. Une fois Donald Trump élu, il concède « une faillite collective dans l'analyse de l'évolution de l'électoral américain » et « reconna[ît] avoir [lui]-même échoué à en mesurer l'ampleur »[109].
- Alain Minc annonce le 25 octobre 2016 dans L'Express que « Mme Clinton sera élue - Dieu merci - en faisant de la politique classique »[96].

D'autres médias, qui ont des bureaux ou correspondants implantés sur le sol américain, soulignent au contraire que l'élection de Trump, non prévue par les sondages, est cependant possible, tout comme celle de Clinton :
- L'Agence France-Presse, qui emploie plusieurs dizaines de journalistes sur le sol américain, titre le 7 novembre sur l'écart « très serré »[86] entre les deux candidats selon la moyenne des sondages. L'agence avait souligné cinq jours plus tôt que Donald Trump monte en fin de campagne, L'Obs consacrant un article entier le 2 novembre 2016 à un sondage qui le donne vainqueur[85]. L'article soulignait de plus que la moyenne des sondages calculée par le site Real Clear Politics indiquait un net resserrement de l'écart, ne plaçant plus Hillary Clinton « qu'à 2,2 points devant le magnat de l'immobilier (45,3 % contre 43,1 %) ». L'article prend néanmoins soin de préciser se basant sur les calculs d'autres médias qu'« Hillary Clinton, grande favorite jusqu'à la semaine dernière, reste la probable prochaine présidente des États-Unis : elle conserve 88 % de chances de gagner selon le modèle du New York Times, et 71,2 % selon celui du site FiveThirtyEight. »[85].
- The Guardian, quotidien anglais fort de 18 journalistes aux États-Unis[110], avertit ses lecteurs que deux sondages donnent Trump nettement devant Hillary Clinton[111], et signale que la moyenne des six derniers sondages ne réserve à la démocrate que 1,7 point d'avance[111]. Néanmoins, dès l'été 2015, The Guardian a largement ouvert ses colonnes aux opinions d'éditorialistes extérieurs soulignant que les électeurs républicains ne désigneront pas Donald Trump lors de la primaire. En juin 2016, un éditorialiste extérieur, politologue, formule par exemple l'opinion que « Trump ne gagnera pas », car « les États-Unis pourraient être au bord d'une renaissance libérale »[112].
- sur i-Télé, Laurence Haïm, correspondante d'I-Télé aux États-Unis[113],[114], explique très tôt « le succès croissant auprès des Américains de Donald Trump »[115].

#### Critiques des prévisions
Après l'élection de Donald Trump comme président, plusieurs explications, divergentes, sont avancées, pour comprendre les erreurs de prévision des médias :
- Pour le Syndicat national des journalistes, 1er syndicat de France2, « nombre de journalistes aux talents reconnus, aux contacts solides et aux sources essentielles sont victimes des interdits d’une petite coterie qui a véritablement confisqué ce JT, au service exclusif de ses incontestables certitudes. Par exemple : il n’y aura pas de Brexit, et Donald Trump ne sera pas élu »[116].
- Numerama se demande si la presse « aveuglée par des outils et des anecdotes technologiques » n'a pas perdu son esprit critique[117]. Phil Elliott, du magazine américain Time, rejoint cette analyse. Selon lui, les journalistes se sont laissés tromper par les sondages. Il constate que cette erreur générale de pronostic remet en cause la « manière de travailler » des journalistes, car « les gens n'ont pas confiance en nous »[118].
- Dominique Reynié soutient que, faute d'observer la société américaine, les médias se sont aveuglés ajoutant n'avoir « jamais vu une élection américaine avec un tel parti pris médiatique »[119]. Brice Couturier voit dans l'élection de Trump en dépit du fait que tous les journaux « qui comptent » avaient soutenu Clinton une confirmation que le monde des médias « est déconnecté des aspirations de la majorité de la population »[120].
- Pour Frédéric Autran de Libération, la raison de cet « échec des médias » tient dans le fait que les journalistes « vivraient dans leur bulle, une sorte d’entre-soi privilégié et progressiste » entraînant une « déconnexion massive » entre journalistes et citoyens lambda. Il cite Steve Deace, animateur d’un talk-show conservateur, selon qui il existerait « un manque colossal de diversité idéologique et culturelle dans nos rédactions »[95].
- USA Today doit constater que les médias ont encore une fois mal interprété le pouls complexe de l'Amérique. Pour le journal en ligne, « le raté le mardi soir était beaucoup plus qu'un échec dans le scrutin. Ce fut un échec pour saisir la colère bouillante d'une grande partie de l'électorat américain qui se sent laissé en arrière... »[121]. Le HuffPost estime pour cette raison que le public « a toutes les raisons de demander des comptes à ses médias » et la presse doit revenir à davantage d'« humilité »[122].
- Certains organes de presse américains font leur mea culpa et avouent s'être trompés et n'avoir pas compris le peuple[123],[124]. Paul Krugman, Prix Nobel d'économie en 2008, souligne l'ignorance de l'Amérique dite « des élites » pour l'Amérique dite « profonde » et, Margaret Sullivan (en), l'éditorialiste du Washington Post, explique par exemple que « Les médias prennent toujours Trump à la lettre mais ils ne le prennent pas au sérieux (...) », alors que « beaucoup d'électeurs font le chemin inverse », c'est-à-dire, analyse Paul Louis du journal Le Figaro, que lorsque Donald Trump « parle de construire un mur à la frontière mexicaine, les journalistes cherchent à en savoir davantage sur ce projet (coût, déroulement, etc.) alors que, de leur côté, les électeurs comprennent qu'aucun mur ne sera réellement construit, mais que l'accent sera mis sur la politique migratoire. »[125].

### Parti-pris des médias
Plus de 76 % de la presse américaine soutient Hillary Clinton, et moins de 5 % soutient Donald Trump. Plus de 80 titres qui appellent traditionnellement à voter pour le candidat républicain s'opposent à lui, ce qui est un fait exceptionnel (jamais ou presque, en 148 ans d'existence pour The San Diego Union-Tribune, en 126 ans pour The Arizona Republic, en près d'un siècle pour The Cincinnati Enquirer). En dépit du soutien du New York Post de Rupert Murdoch et The National Enquirer durant la primaire républicaine, un torrent d'articles s'abat contre le candidat Trump.
De nombreux grands quotidiens américains annoncent dans un éditorial quel candidat leur semble le meilleur, comme le fait la direction du New York Times (qui a conseillé de voter pour Clinton), dans une lettre à ses lecteurs, en réponse aux critiques de Donald Trump et aux courriers de réclamation de lecteurs mécontents. Le milliardaire reproche au quotidien sa « couverture très médiocre et très imprécise », et même « malhonnête » de la campagne présidentielle. Dans cette lettre, l'éditeur et le directeur général du quotidien rappellent que l'élection fut « erratique et imprévisible », puis demandent « est-ce que The New York Times et les autres titres de presse, n'ont pas été conduits à sous-estimer [le] soutien [de Donald Trump] parmi les électeurs américains ? ». Au paragraphe suivant, ils répondent qu'ils réitèrent, en « réfléchissant aux mois de reportages et de sondages qui ont précédé », leur souci d'assurer la mission fondamentale du journalisme, rapporter « honnêtement ce qui se passe en Amérique et dans le monde, sans crainte ni faveur ».
Après l'élection, des médias américains, notamment The New York Times et The Washington Post, font leur mea culpa et reconnaissent n'avoir pas compris les aspirations du peuple,. Paul Krugman souligne l'ignorance de l'Amérique dite « des élites » pour l'Amérique dite « profonde ».

### Rôle d'internet
Les internautes pro-Trump des sites Reddit et 4chan sont persuadés que ce sont eux qui ont fait gagner Donald Trump. Un « 4channer » résume la chose en déclarant : « nous avons réussi à faire élire un mème comme président ». En décembre 2015, Adrian Chen observe sur les réseaux sociaux que les comptes pro-russes se mettent à soutenir Hillary Clinton lors de sa campagne.
Une étude du Pew Research Center indique en mai 2016 que parmi 67 % d’adultes américains disant utiliser Facebook, les deux tiers l’utilisent comme source d’information, soit 44 % desdits adultes américains. Facebook est ainsi tenu par quelques médias pour responsable de l'élection de Donald Trump pour avoir exposé les internautes à des informations uniquement conformes à leurs opinions, voire à des fausses informations sans contrepoids comme la Pizzagate. En effet, une enquête du site BuzzFeed révèle que sur certaines pages, la part de fausses informations monte jusqu'à 38 %, et que les articles de ces pages sont beaucoup plus partagés que ceux relayant des faits exacts. Facebook et Google se retrouvent pointés du doigt pour n'avoir pas pris de mesures pour limiter la propagation de fausses informations, et donc pour avoir aidé à élire Donald Trump, ce qui pousse le fondateur Mark Zuckerberg à apporter un démenti. En désaccord avec cette analyse, Rue89 affirme qu'elle n'est qu'« une façon facile de ne pas voir en face la réalité du vote Trump » car l'influence des médias sur les résultats du vote sont très limités.
En décembre 2016, Barack Obama accuse des cyberactivistes russes d'avoir influencé la campagne : à ce propos, la Trump's Troll Army et Anonymous auraient collaboré à la diffusion de mèmes pro-Trump sur 4chan et 9GAG et menaçant de dévoiler une supposée vidéo de Bill Clinton en train de violer une fille de 13 ans.
Le 23 juin 2017, le Washington Post relaie les accusations de l'administration Obama et, se basant sur les témoignages qui ont tenu à rester anonymes de trois douzaines de fonctionnaires américains actuels et anciens dans des postes supérieurs au gouvernement, y compris à la Maison-Blanche, et dans les services de renseignement américains, affirme qu'il existe des rapports qui, depuis août 2016, détaillent l'implication directe du président russe Vladimir Poutine dans une campagne cybernétique « pour perturber et discréditer la course présidentielle américaine ».
En effet, Twitter affirme que durant cette campagne électorale 30 000 comptes russes ou pro-russes ont publié 1,4 million de messages.

### Débats
La presse américaine relève la qualité médiocre et l'ambiance délétère du second débat entre Hillary Clinton et Donald Trump, marqué par les attaques personnelles.
| Dates             | Lieu                                          | Modérateur(s)                       | Participants                                               |
| ----------------- | --------------------------------------------- | ----------------------------------- | ---------------------------------------------------------- |
| 26 septembre 2016 | Université Hofstra, Hempstead (New York)      | Lester Holt                         | Hillary Clinton Donald Trump                               |
| 4 octobre 2016    | Université Longwood, Farmville (Virginie)     | Elaine Quijano (en)                 | Tim Kaine Mike Pence                                       |
| 9 octobre 2016    | Université Washington, Saint-Louis (Missouri) | Anderson Cooper Martha Raddatz (en) | Hillary Clinton Donald Trump                               |
| 19 octobre 2016   | Université du Nevada, Las Vegas (Nevada)      | Chris Wallace                       | Hillary Clinton Donald Trump                               |
| 25 octobre 2016   | Université du Colorado, Boulder (Colorado)    | Edward Asner Christina Tobin (en)   | Darrell Castle Rocky De La Fuente (en) Gloria La Riva (en) |

## Résultats

### Résultats à l'échelle nationale
| Candidats et colistiers  | Candidats et colistiers      | Partis                   | Vote populaire | Vote populaire | Grands électeurs | Grands électeurs |
| Candidats et colistiers  | Candidats et colistiers      | Partis                   | Voix           | %              | Voix             | %                |
| ------------------------ | ---------------------------- | ------------------------ | -------------- | -------------- | ---------------- | ---------------- |
|                          | Donald Trump Mike Pence      | Parti républicain        | 62 984 828     | 46,09          | 306              | 56,88            |
|                          | Hillary Clinton Tim Kaine    | Parti démocrate          | 65 853 514     | 48,18          | 232              | 43,12            |
|                          | Gary Johnson William Weld    | Parti libertarien        | 4 489 341      | 3,28           |                  |                  |
|                          | Jill Stein Ajamu Baraka      | Parti vert               | 1 457 218      | 1,07           |                  |                  |
|                          | Evan McMullin Mindy Finn     | Indépendant              | 731 991        | 0,54           |                  |                  |
|                          | Darrell Castle Scott Bradley | Parti de la Constitution | 203 090        | 0,15           |                  |                  |
| Autres candidats         | Autres candidats             | Autres candidats         | 949 294        | 0,69           |                  |                  |
|                          |                              |                          |                |                |                  |                  |
| Total                    | Total                        | Total                    | 136 669 276    | 100            | 538              | 100              |
| Abstention               | Abstention                   | Abstention               | 108 832 724    | 44,33          |                  |                  |
| Inscrits / participation | Inscrits / participation     | Inscrits / participation | 245 502 000    | 55,67          |                  |                  |

### Vote des grands électeurs
Une session conjointe du Congrès réunissant la Chambre des représentants et le Sénat présidée par le vice-président Joe Biden se déroule le 6 janvier 2017 pour permettre de compter et de certifier les votes des grands électeurs.
| Candidat            | Parti      | Parti             | Voix |
| ------------------- | ---------- | ----------------- | ---- |
| Donald Trump        |            | Parti républicain | 304  |
| Hillary Clinton     |            | Parti démocrate   | 227  |
| Colin Powell        |            | Parti républicain | 3    |
| John Kasich         | 1          | Parti républicain |      |
| Ron Paul            |            | Parti libertarien | 1    |
| Bernie Sanders      |            | Indépendant       | 1    |
| Faith Spotted Eagle | Sans parti | 1                 |      |

| Candidat         | Parti | Parti             | Voix |
| ---------------- | ----- | ----------------- | ---- |
| Mike Pence       |       | Parti républicain | 305  |
| Tim Kaine        |       | Parti démocrate   | 227  |
| Elizabeth Warren | 2     | Parti démocrate   |      |
| Maria Cantwell   | 1     | Parti démocrate   |      |
| Susan Collins    |       | Parti républicain | 1    |
| Carly Fiorina    | 1     | Parti républicain |      |
| Winona LaDuke    |       | Indépendante      | 1    |

Une pétition, lancée sur le site Change.org, demande au collège des grands électeurs de choisir non pas Donald Trump, mais Hillary Clinton, compte tenu de l’avance de celle-ci concernant le vote populaire. Le 13 novembre, cinq jours après l'élection, près de quatre millions de personnes l'avaient signée. La constitution des États-Unis ne fixe aucune obligation de vote aux grands électeurs. Cependant, la loi de 29 des 51 États américains prévoit une amende, en général de quelques centaines de dollars, pour ceux qui n'auraient pas voté pour le candidat désigné par leur parti, ce qui s'est produit pour 157 grands électeurs dans l'histoire, mais dans des circonstances exceptionnelles. Pour être élue, Hillary Clinton aurait eu besoin que 37 grands électeurs du Parti républicain (11 % des 306 qui ont été élus) renoncent à soutenir Trump et votent pour elle et que, dans le même temps, aucun grand électeur démocrate ne lui fasse défaut.
In fine, deux électeurs du Parti républicain au Texas font défaut en votant pour quelqu'un d'autre que Trump (un pour Ron Paul, un pour John Kasich). Cinq électeurs du Parti démocrate font défaut en votant pour quelqu'un d'autre que Clinton : un de Hawaï vote pour Bernie Sanders, trois de l'État de Washington votent pour Colin Powell, un de l'État de Washington vote pour Faith Spotted Eagle. De plus, trois grands électeurs démocrates avaient décidé de ne pas voter pour Clinton ; deux avaient été remplacés, le dernier s'était finalement ravisé.
Il y a donc eu plus de défections du côté démocrate que du côté républicain, contrairement à ce qui était souhaité par l'appel initial.

### Résultats par État
|                      | Hillary Clinton Démocrate | Hillary Clinton Démocrate | Hillary Clinton Démocrate | Donald Trump Républicain | Donald Trump Républicain | Donald Trump Républicain | Gary Johnson Libertarien | Gary Johnson Libertarien | Jill Stein Vert | Jill Stein Vert | Evan McMullin Indépendant | Evan McMullin Indépendant | Autres    | Autres | Total       |
| État                 | #                         | %                         | GE                        | #                        | %                        | GE                       | #                        | %                        | #               | %               | #                         | %                         | #         | %      | #           |
| -------------------- | ------------------------- | ------------------------- | ------------------------- | ------------------------ | ------------------------ | ------------------------ | ------------------------ | ------------------------ | --------------- | --------------- | ------------------------- | ------------------------- | --------- | ------ | ----------- |
| Alabama              | 729 547                   | 34,36 %                   | –                         | 1 318 255                | 62,08 %                  | 9                        | 44 467                   | 2,09 %                   | 9 391           | 0,44 %          | –                         | –                         | 21 712    | 1,02 % | 2 123 372   |
| Alaska               | 116 454                   | 36,55 %                   | –                         | 163 387                  | 51,28 %                  | 3                        | 18 725                   | 5,88 %                   | 5 735           | 1,80 %          | –                         | –                         | 14 307    | 4,49 % | 318 608     |
| Arizona              | 1 161 167                 | 45,13 %                   | –                         | 1 252 401                | 48,67 %                  | 11                       | 106 327                  | 4,13 %                   | 34 345          | 1,33 %          | 17 449                    | 0,68 %                    | 1 476     | 0,06 % | 2 573 165   |
| Arkansas             | 380 494                   | 33,65 %                   | –                         | 684 872                  | 60,57 %                  | 6                        | 29 829                   | 2,64 %                   | 9 473           | 0,84 %          | 13 255                    | 1,17 %                    | 12 712    | 1,12 % | 1 130 635   |
| Californie           | 8 753 788                 | 61,73 %                   | 55                        | 4 483 810                | 31,62 %                  | –                        | 478 500                  | 3,37 %                   | 278 657         | 1,96 %          | 39 596                    | 0,28 %                    | 147 244   | 1,04 % | 14 181 595  |
| Colorado             | 1 338 870                 | 48,16 %                   | 9                         | 1 202 484                | 43,25 %                  | –                        | 144 121                  | 5,18 %                   | 38 437          | 1,38 %          | 28 917                    | 1,04 %                    | 27 418    | 0,99 % | 2 780 247   |
| Connecticut          | 897 572                   | 54,57 %                   | 7                         | 673 215                  | 40,93 %                  | –                        | 48 676                   | 2,96 %                   | 22 841          | 1,39 %          | 2 108                     | 0,13 %                    | 508       | 0,03 % | 1 644 920   |
| Delaware             | 235 603                   | 53,09 %                   | 3                         | 185 127                  | 41,72 %                  | –                        | 14 757                   | 3,32 %                   | 6 103           | 1,37 %          | 706                       | 0,16 %                    | 1 518     | 0,34 % | 443 814     |
| Washington D.C.      | 282 830                   | 90,48 %                   | 3                         | 12 723                   | 4,07 %                   | –                        | 4 906                    | 1,57 %                   | 4 258           | 1,36 %          | –                         | –                         | 6 551     | 2,52 % | 311 268     |
| Floride              | 4 504 975                 | 47,82 %                   | –                         | 4 617 886                | 49,02 %                  | 29                       | 207 043                  | 2,20 %                   | 64 399          | 0,68 %          | –                         | –                         | 25 736    | 0,28 % | 9 420 039   |
| Géorgie              | 1 877 963                 | 45,64 %                   | –                         | 2 089 104                | 50,77 %                  | 16                       | 125 306                  | 3,05 %                   | 7 674           | 0,19 %          | 13 017                    | 0,32 %                    | 1 668     | 0,04 % | 4 114 732   |
| Hawaï                | 266 891                   | 62,22 %                   | 3                         | 128 847                  | 30,03 %                  | –                        | 15 954                   | 3,72 %                   | 12 737          | 2,97 %          | –                         | –                         | 4 508     | 1,05 % | 428 937     |
| Idaho                | 189 765                   | 27,49 %                   | –                         | 409 055                  | 59,26 %                  | 4                        | 28 331                   | 4,10 %                   | 8 496           | 1,23 %          | 46 476                    | 6,73 %                    | 8 132     | 1,18 % | 690 255     |
| Illinois             | 3 090 729                 | 55,83 %                   | 20                        | 2 146 015                | 38,76 %                  | –                        | 209 596                  | 3,79 %                   | 76 802          | 1,39 %          | 11 655                    | 0,21 %                    | 1 627     | 0,03 % | 5 536 424   |
| Indiana              | 1 033 126                 | 37,91 %                   | –                         | 1 557 286                | 56,82 %                  | 11                       | 133 993                  | 4,89 %                   | 7 841           | 0,27 %          | –                         | –                         | 2 712     | 0,10 % | 2 734 958   |
| Iowa                 | 653 669                   | 41,74 %                   | –                         | 800 983                  | 51,15 %                  | 6                        | 59 186                   | 3,78 %                   | 11 479          | 0,73 %          | 12 366                    | 0,79 %                    | 28 348    | 1,81 % | 1 566 031   |
| Kansas               | 427 005                   | 36,05 %                   | –                         | 671 018                  | 56,65 %                  | 6                        | 55 406                   | 4,68 %                   | 23 506          | 1,98 %          | 6 520                     | 0,55 %                    | 947       | 0,08 % | 1 184 402   |
| Kentucky             | 628 854                   | 32,68 %                   | –                         | 1 202 971                | 62,52 %                  | 8                        | 53 752                   | 2,79 %                   | 13 913          | 0,72 %          | 22 780                    | 1,18 %                    | 1 879     | 0,10 % | 1 924 149   |
| Louisiane            | 780 154                   | 38,45 %                   | –                         | 1 178 638                | 58,09 %                  | 8                        | 37 978                   | 1,87 %                   | 14 031          | 0,69 %          | 8 547                     | 0,42 %                    | 9 684     | 0,48 % | 2 029 032   |
| Maine                | 357 735                   | 47,83 %                   | 2                         | 335 593                  | 44,87 %                  | –                        | 38 105                   | 5,09 %                   | 14 251          | 1,91 %          | 1 887                     | 0,25 %                    | 356       | 0,05 % | 747 927     |
| Maine 1er arr.       | 212 774                   | 53,96 %                   | 1                         | 154 384                  | 39,15 %                  | –                        | 18 592                   | 4,71 %                   | 7 563           | 1,92 %          | 807                       | 0,20 %                    | 209       | 0,05 % | 394 329     |
| Maine 2e arr.        | 144 817                   | 40,98 %                   | –                         | 181 177                  | 51,26 %                  | 1                        | 19 510                   | 5,52 %                   | 6 685           | 1,89 %          | 1 080                     | 0,31 %                    | 147       | 0,04 % | 353 416     |
| Maryland             | 1 677 928                 | 60,33 %                   | 10                        | 943 169                  | 33,91 %                  | –                        | 79 605                   | 2,86 %                   | 35 945          | 1,29 %          | 9 630                     | 0,35 %                    | 35 169    | 1,26 % | 2 781 446   |
| Massachusetts        | 1 995 196                 | 60,01 %                   | 11                        | 1 090 893                | 32,81 %                  | –                        | 138 018                  | 4,15 %                   | 47 661          | 1,43 %          | 2 719                     | 0,08 %                    | 50 559    | 1,52 % | 3 325 046   |
| Michigan             | 2 268 839                 | 47,27 %                   | –                         | 2 279 543                | 47,50 %                  | 16                       | 172 136                  | 3,59 %                   | 51 463          | 1,07 %          | 8 177                     | 0,17 %                    | 19 126    | 0,40 % | 4 799 284   |
| Minnesota            | 1 367 716                 | 46,44 %                   | 10                        | 1 322 951                | 44,92 %                  | –                        | 112 972                  | 3,84 %                   | 36 985          | 1,26 %          | 53 076                    | 1,80 %                    | 51 113    | 1,74 % | 2 944 813   |
| Mississippi          | 485 131                   | 40,11 %                   | –                         | 700 714                  | 57,94 %                  | 6                        | 14 435                   | 1,19 %                   | 3 731           | 0,31 %          | –                         | –                         | 5 346     | 0,44 % | 1 209 357   |
| Missouri             | 1 071 068                 | 38,14 %                   | –                         | 1 594 511                | 56,77 %                  | 10                       | 97 359                   | 3,47 %                   | 25 419          | 0,91 %          | 7 071                     | 0,25 %                    | 13 177    | 0,47 % | 2 808 605   |
| Montana              | 177 709                   | 35,75 %                   | –                         | 279 240                  | 56,17 %                  | 3                        | 28 037                   | 5,64 %                   | 7 970           | 1,60 %          | 2 297                     | 0,46 %                    | 1 894     | 0,38 % | 497 147     |
| Nebraska             | 284 494                   | 33,70 %                   | –                         | 495 961                  | 58,75 %                  | 2                        | 38 946                   | 4,61 %                   | 8 775           | 1,04 %          | –                         | –                         | 16 051    | 1,90 % | 844 227     |
| Nebraska 1er arr.    | 100 126                   | 35,46 %                   | –                         | 158 626                  | 56,18 %                  | 1                        | 14 031                   | 4,97 %                   | 3 374           | 1,19 %          | –                         | –                         | 6 181     | 2,19 % | 282 338     |
| Nebraska 2e arr.     | 131 030                   | 44,92 %                   | –                         | 137 564                  | 47,16 %                  | 1                        | 13 245                   | 4,54 %                   | 3 347           | 1,15 %          | –                         | –                         | 6 494     | 2,23 % | 291 680     |
| Nebraska 3e arr.     | 53 290                    | 19,73 %                   | –                         | 199 657                  | 73,92 %                  | 1                        | 11 657                   | 4,32 %                   | 2 054           | 0,76 %          | –                         | –                         | 3 451     | 1,28 % | 270 109     |
| Nevada               | 539 260                   | 47,92 %                   | 6                         | 512 058                  | 45,50 %                  | –                        | 37 384                   | 3,32 %                   | –               | –               | –                         | –                         | 36 683    | 3,26 % | 1 125 385   |
| New Hampshire        | 348 526                   | 46,98 %                   | 4                         | 345 790                  | 46,61 %                  | –                        | 30 777                   | 4,15 %                   | 6 496           | 0,88 %          | 1 064                     | 0,14 %                    | 11 643    | 1,24 % | 744 296     |
| New Jersey           | 2 148 278                 | 54,99 %                   | 14                        | 1 601 933                | 41,00 %                  | –                        | 72 477                   | 1,86 %                   | 37 772          | 0,97 %          | –                         | –                         | 13 586    | 1,18 % | 3 874 046   |
| Nouveau-Mexique      | 385 234                   | 48,26 %                   | 5                         | 319 667                  | 40,04 %                  | –                        | 74 541                   | 9,34 %                   | 9 879           | 1,24 %          | 5 825                     | 0,73 %                    | 3 173     | 0,40 % | 798 319     |
| New York             | 4 556 124                 | 59,01 %                   | 29                        | 2 819 534                | 36,52 %                  | –                        | 176 598                  | 2,29 %                   | 107 934         | 1,40 %          | 10 373                    | 0,13 %                    | 50 890    | 0,66 % | 7 721 453   |
| Caroline du Nord     | 2 189 316                 | 46,17 %                   | –                         | 2 362 631                | 49,83 %                  | 15                       | 130 126                  | 2,74 %                   | 12 105          | 0,26 %          | –                         | –                         | 47 386    | 1,00 % | 4 741 564   |
| Dakota du Nord       | 93 758                    | 27,23 %                   | –                         | 216 794                  | 62,96 %                  | 3                        | 21 434                   | 6,22 %                   | 3 780           | 1,10 %          | –                         | –                         | 8 594     | 2,49 % | 344 360     |
| Ohio                 | 2 394 164                 | 43,56 %                   | –                         | 2 841 005                | 51,69 %                  | 18                       | 174 498                  | 3,17 %                   | 46 271          | 0,84 %          | 12 574                    | 0,23 %                    | 27 975    | 0,51 % | 5 496 487   |
| Oklahoma             | 420 375                   | 28,93 %                   | –                         | 949 136                  | 65,32 %                  | 7                        | 83 481                   | 5,75 %                   | –               | –               | –                         | –                         | N/A       | N/A    | 1 452 992   |
| Oregon               | 1 002 106                 | 50,07 %                   | 7                         | 782 403                  | 39,09 %                  | –                        | 94 231                   | 4,71 %                   | 50 002          | 2,50 %          | –                         | –                         | 72 594    | 3,63 % | 2 001 336   |
| Pennsylvanie         | 2 926 441                 | 47,46 %                   | –                         | 2 970 733                | 48,18 %                  | 20                       | 146 715                  | 2,38 %                   | 49 941          | 0,81 %          | 6 472                     | 0,11 %                    | 65 176    | 1,06 % | 6 165 478   |
| Rhode Island         | 252 525                   | 54,41 %                   | 4                         | 180 543                  | 38,90 %                  | –                        | 14 746                   | 3,18 %                   | 6 220           | 1,34 %          | 516                       | 0,11 %                    | 9 594     | 2,07 % | 464 144     |
| Caroline du Sud      | 855 373                   | 40,67 %                   | –                         | 1 155 389                | 54,94 %                  | 9                        | 49 204                   | 2,34 %                   | 13 034          | 0,62 %          | 21 016                    | 1,00 %                    | 9 011     | 0,43 % | 2 103 027   |
| Dakota du Sud        | 117 458                   | 31,74 %                   | –                         | 227 721                  | 61,53 %                  | 3                        | 20 850                   | 5,63 %                   | –               | –               | –                         | –                         | 4 064     | 1,10 % | 370 093     |
| Tennessee            | 870 695                   | 34,72 %                   | –                         | 1 522 925                | 60,72 %                  | 11                       | 70 397                   | 2,81 %                   | 15 993          | 0,64 %          | 11 991                    | 0,48 %                    | 16 026    | 0,64 % | 2 508 027   |
| Texas                | 3 877 868                 | 43,24 %                   | –                         | 4 685 047                | 52,23 %                  | 36                       | 283 492                  | 3,16 %                   | 71 558          | 0,80 %          | 42 366                    | 0,47 %                    | 8 895     | 0,10 % | 8 969 226   |
| Utah                 | 310 676                   | 27,46 %                   | –                         | 515 231                  | 45,54 %                  | 6                        | 39 608                   | 3,50 %                   | 9 438           | 0,83 %          | 243 690                   | 21,54 %                   | 12 787    | 1,13 % | 1 131 430   |
| Vermont              | 178 573                   | 56,68 %                   | 3                         | 95 369                   | 30,27 %                  | –                        | 10 078                   | 3,20 %                   | 6 758           | 2,14 %          | 639                       | 0,20 %                    | 23 650    | 7,51 % | 315 067     |
| Virginie             | 1 981 473                 | 49,73 %                   | 13                        | 1 769 443                | 44,41 %                  | –                        | 118 274                  | 2,97 %                   | 27 638          | 0,69 %          | 54 054                    | 1,36 %                    | 33 749    | 0,85 % | 3 984 631   |
| Washington           | 1 742 718                 | 52,54 %                   | 8                         | 1 221 747                | 36,83 %                  | –                        | 160 879                  | 4,85 %                   | 58 417          | 1,76 %          | –                         | –                         | 133 258   | 4,02 % | 3 317 019   |
| Virginie-Occidentale | 188 794                   | 26,43 %                   | –                         | 489 371                  | 68,50 %                  | 5                        | 23 004                   | 3,22 %                   | 8 075           | 1,13 %          | 1 104                     | 0,15 %                    | 4 075     | 0,57 % | 714 423     |
| Wisconsin            | 1 382 536                 | 46,45 %                   | –                         | 1 405 284                | 47,22 %                  | 10                       | 106 674                  | 3,58 %                   | 31 072          | 1,04 %          | 11 855                    | 0,40 %                    | 38 729    | 1,30 % | 2 976 150   |
| Wyoming              | 55 973                    | 21,63 %                   | –                         | 174 419                  | 67,40 %                  | 3                        | 13 287                   | 5,13 %                   | 2 515           | 0,97 %          | –                         | –                         | 9 655     | 3,73 % | 255 849     |
| Total                | 65 853 516                | 48,18 %                   | 227                       | 62 984 825               | 46,09 %                  | 304                      | 4 489 221                | 3,28 %                   | 1 457 216       | 1,07 %          | 731 788                   | 0,54 %                    | 1 152 671 | 0,84 % | 136 669 237 |

### Résultats par comté

Résultats par comté (Trump en rouge et Clinton en bleu).
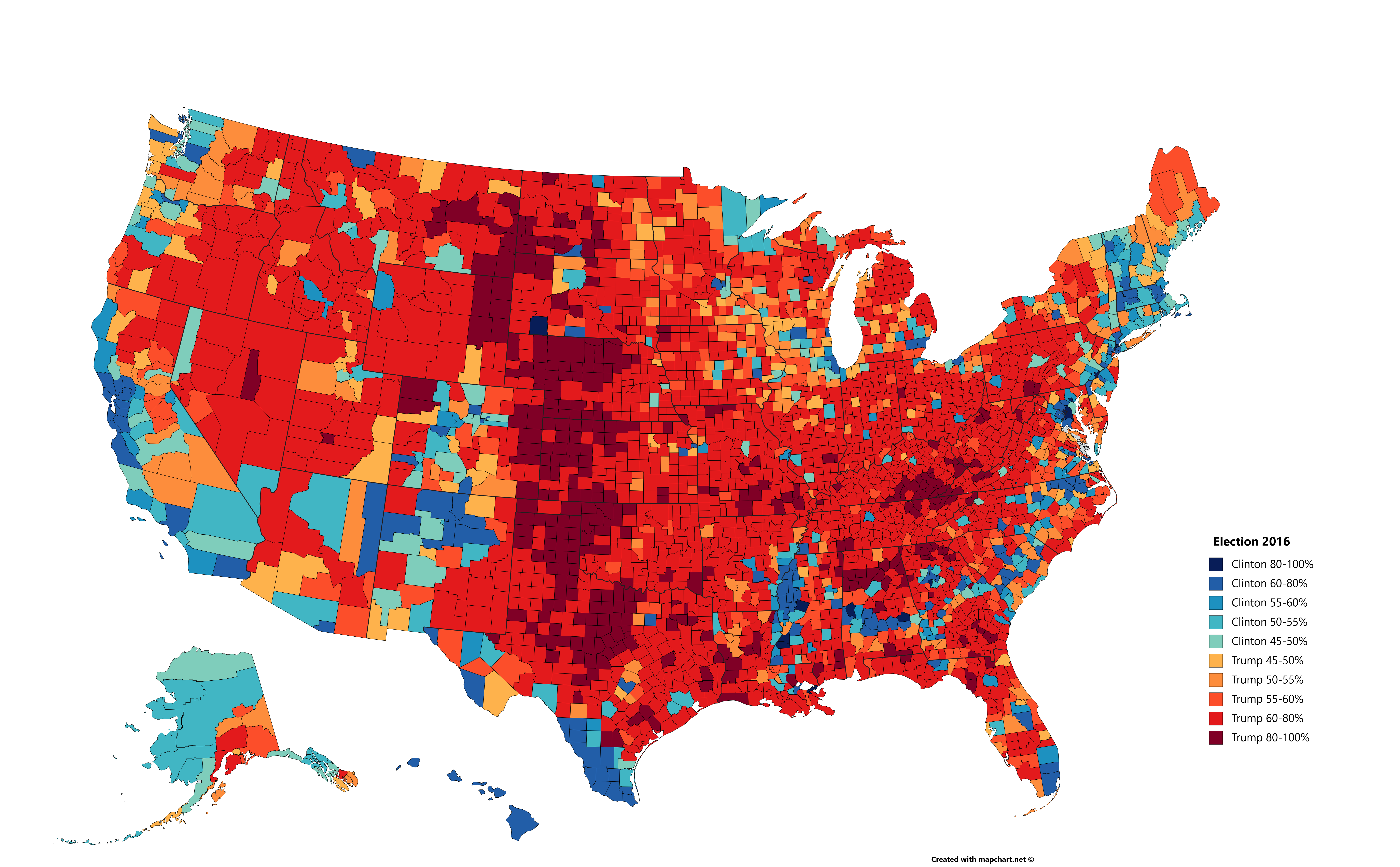
Résultats par comté (Trump en rouge et Clinton en bleu).

### Analyses
Donald Trump est élu président avec une majorité de grands électeurs. Il n'a cependant obtenu qu'une minorité du vote populaire national, avec près de 2,9 millions de voix (2,1 % des suffrages exprimés) de moins qu'Hillary Clinton. Ce succès est rendu possible par le gain, avec une marge étroite, de trois États importants qui votaient démocrate depuis 1988. La plupart des enquêtes d'opinion conduites dans ces trois États prévoyaient également une victoire significative d'Hillary Clinton :
- la Pennsylvanie (12,7 millions d'habitants), pris par Trump avec 44 292 voix d'avance[153] ;
- le Wisconsin (5,7 millions d'habitants), pris par Trump avec 22 748 voix d'avance[154] ;
- le Michigan (9,9 millions d'habitants), pris par Trump avec 10 704 voix d'avance[155].

Trump reprend aussi la Floride, l'Ohio et l'Iowa, gagnés par Barack Obama en 2008 et en 2012, bien que pour les deux derniers États cités l'alternance fut anticipée par les sondeurs. Il apparaît cependant qu'Hillary Clinton a remporté le vote populaire à l'échelle nationale, avec 48,2 % de voix (65 853 516 votes), contre 46,1 % pour Donald Trump (62 984 825 votes).
Les électeurs peuvent voter à l'avance : par courriel, par la poste, et dans des machines disponibles avant le jour du scrutin. Pour les deux premiers types de vote, les plus répandus, le dépouillement est plus long. Environ 42 millions avaient choisi une de ces trois modalités de vote à la veille du scrutin,. Les votes par mail, par la poste, ou anticipés représentaient 32 % des votes en 2012 contre 10,5 % en 1996 (trois fois plus) et leur proportion pourrait avoir encore augmenté en 2016, selon une étude du Pew Research Center. Un site internet satirique a ironisé sur les votes par la poste, en faisant croire, à tort, qu'une partie d'entre eux ont été envoyés par erreur, par La Poste, en Afghanistan, après avoir été confondus avec des stocks de munitions.
C'est la cinquième fois depuis 1824 qu'un président est élu sans avoir obtenu la majorité du vote populaire, et la première fois que l'écart est aussi important. En 2000, George W. Bush avait obtenu 543 816 voix de moins qu'Al Gore. Les trois autres cas ont eu lieu au XIXe siècle.
L'ampleur de l'écart de 2016 relance les débats sur le système électoral présidentiel américain, qui a lieu au suffrage indirect depuis 1788,,. Selon une estimation du Monde, si au lieu du winner takes all, tous les grands électeurs étaient désignés à la proportionnelle dans chaque État, Hillary Clinton aurait remporté cette élection avec 260 grands électeurs, contre 257 pour Donald Trump. Les détracteurs du collège électoral des États-Unis, comme Douglas McAdam, professeur de sociologie à l'université de Stanford, estiment qu'il « affaiblit le principe d'égalité politique ». « Cela pose la question : à quel point notre système est-il démocratique ? », a demandé Robert Schapiro, professeur de sciences politiques à l'université Columbia de New York, pour qui la règle du « une personne = une voix » est un pilier de la démocratie. Donald Trump avait lui-même dénoncé plusieurs fois pendant la campagne électorale un système « truqué ». Il avait tweeté en 2012, que le collège électoral des États-Unis est « un désastre pour la démocratie », et menacé de ne pas reconnaître les résultats de l'élection. Après l'élection, il rappelle qu'un scrutin au suffrage universel direct n'aurait pas obligatoirement abouti à une victoire d'Hillary Clinton et se serait même peut-être conclu par une victoire plus large pour lui, car les candidats auraient conduit une campagne électorale totalement différente, en investissant plus dans les États très peuplés. Environ 90 % des efforts de campagne des deux candidats se sont en effet concentrés sur une douzaine d'États, les swing states.
Les « petits candidats » cumulent plus de cinq millions de voix. Le candidat libertarien Gary Johnson recueille le meilleur résultat de son parti à une élection présidentielle. C'est la première fois depuis 1996 et la candidature de Ross Perot que des candidats se présentant sans le soutien du Parti démocrate et du Parti républicain obtiennent autant de voix.
Les résultats semblent donner raison au cinéaste Michael Moore qui, en septembre 2016, avait publié une tribune intitulée « 5 reasons why Trump will win » où il expliquait que les sondages en Floride étaient bien moins pertinents que l'étude des résultats des primaires dans la Rust Belt composée de quatre États (Ohio, Wisconsin, Michigan, Pennsylvanie) frappés par la désindustrialisation, traditionnellement démocrates, mais ayant élu un gouverneur républicain depuis 2010.
L'électorat féminin, qui était annoncé très largement acquis à Hillary Clinton, a voté de manière contrastée : si 94 % des femmes noires ont voté pour Clinton, 53 % des femmes blanches ont voté pour Trump. Toutes origines confondues, 54 % des femmes ont voté Clinton, quasiment le même score que celui réalisé par Barack Obama en 2012 (53 %).
Les Latinos ont voté majoritairement pour Hillary Clinton avec 66 % contre seulement 28 % pour Trump. Ce vote massif explique non seulement les résultats de la Californie qui depuis 2014, compte plus de Latino-Américains que de Blancs non hispaniques, mais une partie essentielle du différentiel de voix entre la candidate démocrate et le candidat républicain (le différentiel de la seule Californie étant de plus de 4 millions de voix pour Hillary Clinton).
Le revenu médian des électeurs de Trump était de 72 000 dollars, tandis que le revenu moyen des électeurs de Clinton était de 61 000 dollars. Parmi les électeurs gagnant moins de 50 000 dollars par an, 41 % ont voté pour Trump alors que 53 % ont voté pour Clinton. Parmi les électeurs gagnant entre 50 000 et 100 000 dollars par an, 49 % des électeurs ont voté pour Trump alors que 47 % ont voté pour Clinton.
Dans l'État du Michigan, traditionnellement démocrate mais remporté par Donald Trump, il est noté que les scores pour les élus démocrates sont plus importants que ceux pour Hillary Clinton dans plusieurs comtés, témoignant d'une défiance particulière pour cette dernière. Pour Lauric Henneton, l'échec du Parti démocrate, en dehors de l'échec personnel d'Hillary Clinton, a tenu à son incapacité à s'adresser « à un électorat blanc qui ne soit pas urbain et surdiplômé ». Une analyse partagée par Brice Couturier, pour qui Hillary Clinton a été victime de son appel aux minorités provoquant, « par contre-coup, un réflexe de « victimisation » au sein de la classe ouvrière blanche. » Abandonnant la « politique post-raciale » qu'avait voulue engager Obama, elle s'est mise à dos les classes moyennes blanches. Ainsi, Trump a gagné en accumulant de grosses marges dans les comtés qui sont, en moyenne, plus âgés, plus blancs et moins instruits que le reste des États-Unis, en particulier dans les zones rurales, qui ont tendance à être plus blanches et ont moins de résidents diplômés. Pour le professeur d'économie à l'université de Stanford Michael J. Boskin, la « grande victoire » de Donald Trump est largement due « à la condescendance d'Hillary Clinton », en particulier à l'égard des partisans de son adversaire qu'elle qualifie de « panier de gens déplorables (en) », de « racistes, sexistes, homophobes, xénophobes, islamophobes », et « à son incapacité à voir les catégories sociales bousculées par des changements économiques brutaux ».
En somme, l'élection serait bien plus une défaite d'Hillary Clinton qu'une victoire de Donald Trump. Ainsi, dans le Michigan, où Clinton a perdu d'environ 11 000 voix, certains analystes estiment que 90 000 démocrates ont laissé la première ligne du bulletin de vote vide.

### Recomptages du mois de décembre
Le 24 novembre 2016, la candidate écologiste Jill Stein dénonce des irrégularités dans trois États où les résultats sont extrêmement serrés et y demande le recomptage des voix :
- en Pennsylvanie (12,7 millions d'habitants), remporté par Donald Trump avec 44 292 voix d'avance[179] ;
- dans le Wisconsin (5,7 millions d'habitants), remporté par Donald Trump avec 22 748 voix d'avance[180] ;
- dans le Michigan (9,9 millions d'habitants), remporté par Donald Trump avec 10 704 voix d'avance[181].

La réclamation de Jill Stein invoque notamment des « anomalies statistiques soulevant des inquiétudes » ainsi que les vulnérabilités connues de certaines machines à voter utilisées lors du scrutin. L’ex-candidate verte affirme avoir levé 4,8 millions de dollars, sur les 7 millions nécessaires pour financer un nouveau décompte dans ces trois États-clés, ce qui est insuffisant. Elle a renoncé le 3 décembre concernant le plus peuplé des trois, la Pennsylvanie. Le 26 novembre, la Commission électorale du Wisconsin déclare qu'un deuxième comptage complet des votes y sera effectué, et qu'il devra prendre fin le 13 décembre, avant la réunion du 19 décembre du collège électoral des grands électeurs. La candidate écologiste met en avant des rapports d’experts affirmant que dans les circonscriptions du Wisconsin utilisant des machines à voter, l’écart entre les prévisions et les résultats est plus important que dans celles utilisant des bulletins papier. En outre, les « circonscriptions électroniques » ont enregistré 7 % de moins de voix en faveur de Hillary Clinton que les autres.
En réaction aux demandes de Jill Stein, Donald Trump réagit vivement en jugeant « ridicule » l'initiative de Jill Stein, et en qualifiant d'« arnaque » le recompte obtenu dans le Wisconsin. Dans un communiqué, il déclare que « c’est une arnaque de la part du Parti vert des États-Unis », et que « les résultats de cette élection devraient être respectés au lieu d’être contestés. ». Trump dénonce également « de graves fraudes » en Virginie, dans le New Hampshire et en Californie, et demande pourquoi les médias n'en parlent pas, sans pour autant apporter le moindre élément à l'appui de ces accusations. Il affirme par ailleurs sur Twitter que des millions de personnes ont voté « illégalement » au point de lui faire perdre le vote populaire. Deux groupes pro-Trump, « Great America PAC » et « Stop Hillary » intentent des recours en justice pour faire cesser les recomptages, mais sans y parvenir.
- Dans le Wisconsin, après dix jours de recomptes, les autorités annoncent que les recomptes confirment la victoire de Trump, qui a devancé son adversaire démocrate de 22 748 voix, soit 131 de plus que ce qui avait été initialement comptabilisé[188],[189].
- Dans le Michigan, dès que Stein paye la caution de 973 250 $, le recomptage manuel commence le 5 décembre dans six comtés à l'instigation d'un juge fédéral, parmi lesquels le comté de Wayne, le plus peuplé du Michigan, avec 1,97 million d'habitants, où Hillary Clinton a obtenu 67 % des voix lors du premier comptage[190]. Le 6 décembre, la cour d'appel de l'État juge que Stein ne pouvait pas se considérer lésée par le résultat de cette élection, n'ayant fait que moins de 1 % des voix, et n'avait donc pas qualité à demander un recomptage. Le juge fédéral, qui avait initialement ordonné le recomptage, ordonne alors l'arrêt de celui-ci. La Chambre des représentants de l'État, contrôlée par les républicains, vote le 6 décembre une loi selon laquelle le coût du recomptage facturé à Jill Stein passerait de un à cinq millions de dollars[191]. Enfin, le 9 décembre, la cour d'appel de l'État rejette le recours formulé par Stein, permettant au Michigan de valider son premier résultat[192]. Avant d'être arrêtés, les opérations de recomptage avaient donné un gain net de 102 voix en faveur de Clinton[193],[194].
- En Pennsylvanie, Stein dépose en justice une requête visant à recompter le vote, sept jours après la date limite pour une telle demande, mais retire finalement sa demande faute de pouvoir déposer la caution ordonnée par le juge. Le parti vert dépose alors une nouvelle requête au niveau fédéral le 5 décembre. Un décompte sur la moitié des électeurs fait apparaître le 5 décembre une diminution de l'avance de Trump, revenue à 47 000 voix, en raison d'une meilleure prise en compte des votes par correspondance, mais ce décompte n'est pas encore obligatoire, Jill Stein ayant abandonné son recours devant les juridictions de l'État et attendant encore le résultat de celui intenté à l'échelon fédéral[190]. Le nouveau décompte fait état d'un écart de seulement 0,71 %, mais les lois de l'État ne prévoient qu'un écart inférieur à 0,5 % pour déclencher automatiquement un recomptage obligatoire à l'échelle de l'ensemble de l'État. La requête fédérale est finalement rejetée le 12 décembre, permettant à l'État de certifier ses résultats originaux[195],[196],[197],[198].
- Dans le Nevada, le candidat Rocky De La Fuente demanda un recompte partiel sur cinq comtés. D'après la législation de cet État, si ce recompte partiel conduit à un écart de plus de 1 % sur l'un des perdants, il déclenche un recomptage général. Dans le cas de Rocky De La Fuente, qui n'avait reçu que 202 votes sur l'ensemble du Nevada, un écart de trois bulletins aurait donc suffi à imposer un recomptage général. Le recomptage partiel de 93 840 bulletins s'est achevé le 8 décembre, sans modifier le premier résultat. Clinton perd 9 votes et Trump 6[199],[198].
- En Floride, trois électeurs déposèrent un recours en justice pour demander un recomptage de l'ensemble des bulletins, déclarant que le recomptage devait être payé par Trump, le gouverneur Rick Scott, et les 29 grands électeurs de Floride. Cependant, les règles de procédure judiciaire demandent que tous les défendants formulent un mémoire en réponse avant que la procédure puisse être engagée, ce qui n'a pratiquement aucune chance d'être réalisé avant l'échéance du 19 décembre, où la Floride doit exprimer son vote[200],[201].

### Participation
L’élection voit se déplacer 136,7 millions d’électeurs, soit 55,7 % de la population en âge de voter. Il s’agit d’un record absolu en nombre de voix, mais pas en pourcentage.
Le précédent record en nombre de votants avait été établi en 2008, avec 131,2 millions de votants, soit 5,5 millions de moins qu’en 2016 ; mais avec 58,2 % de la population en âge de voter s’étant déplacés (ce qui constituait la plus forte participation relative depuis 1968), l’élection présidentielle de 2008 fait mieux que celle de 2016 de 2,5 points. En 2012, la participation avait été plus faible (129,1 millions et 54,9 %).

## Réactions

### Réactions locales
La candidate démocrate Hillary Clinton reconnaît sa défaite et concède que le nouveau président « mérite un esprit ouvert et la possibilité de se réaliser ». Selon elle, cette élection montre la division profonde qui règne au sein de la société américaine. À son tour, le président sortant Barack Obama souhaite que Donald Trump réussisse dans son nouveau poste et l'invite à la Maison-Blanche afin de préparer correctement la transition présidentielle.
Après l'annonce des résultats, des milliers d'Américains sortent dans les rues pour manifester contre la victoire de Donald Trump. De nombreuses personnalités du monde du cinéma américain expriment la même crainte vis-à-vis de cette victoire. Pour apaiser les tensions, le nouveau président et d'autres personnalités politiques répondent par des appels à l'unité.
En réaction à l'élection de Donald Trump, l'organisation YesCalifornia, implantée en Californie, État qui a voté en faveur d'Hillary Clinton à plus de 60 % des suffrages exprimés, lance une campagne appelée Yes California Independence Campaign qui vise à organiser en 2019 un référendum permettant de voter pour ou contre l'indépendance de la Californie,. Le hashtag Calexit se répand sur Twitter dès le 9 novembre 2016 ; la protection de l'environnement, le contrôle des armes à feu et les droits des minorités, au cœur de la politique californienne et du programme du gouverneur Jerry Brown, placent en effet le Golden State dans une position progressiste par rapport au reste de l'Union conservatrice.

### Réactions des gouvernements

#### Afrique
- Égypte : le président Abdel Fattah al-Sissi est le premier dirigeant d'un pays arabe à féliciter Donald Trump d'avoir été élu président des États-Unis, espérant un « nouveau souffle » dans les relations entre les deux pays[211].

#### Amérique
- Canada : le Premier ministre Justin Trudeau a félicité Donald Trump et a exprimé son impatience de travailler avec lui[212]. Le Premier ministre du Québec, Philippe Couillard et le chef de l'opposition provinciale Jean-François Lisée ont cependant exprimé leurs craintes pour le partenariat avec les États-Unis[213].
- Mexique : le président Enrique Peña Nieto « félicite » Donald Trump pour sa victoire, salue le processus électoral américain et se dit favorable à des discussions avec le nouveau chef de l'État pour améliorer les relations entre les deux pays[réf. nécessaire].

#### Eurasie
- Chine : le président Xi Jinping a félicité Donald Trump en garantissant que le pays « œuvrerait avec le futur président américain à un développement solide et stable des relations diplomatiques bilatérales »[214].
- France : le président François Hollande félicite Donald Trump pour son élection « comme il est naturel entre deux chefs d’États démocratiques » et, au nom du gouvernement français, considère que cette élection ouvre « une période d'incertitude pour le monde »[215] mais il souhaite le plus rapidement entretenir « les liens qui nous unissent aux États-Unis » par le biais de « la nouvelle administration américaine ». En tant que président d'un État diplomatique, François Hollande demande à engager un « échange sans plus tarder » avec le nouveau président élu[216].
- Hongrie : le Premier ministre Viktor Orbán a déclaré sur Facebook : « Félicitations. Quelle bonne nouvelle. La démocratie est encore en vie »[217].
- Israël : le Premier ministre Benyamin Netanyahou félicite le nouveau président, rappelant du reste que Donald Trump est un « véritable ami de l'État d'Israël »[218].
- Japon : le Premier ministre Shinzō Abe a adressé ses « sincères félicitations » au nouveau président et a qualifié les États-Unis d'« alliés inébranlables »[219] du Japon.
- Pays-Bas : le Premier ministre Mark Rutte félicite « chaleureusement » Trump pour son élection et appelle la nouvelle administration américaine à poursuivre la collaboration avec les Pays-Bas pour créer un « monde sûr et prospère »[220].
- Philippines : le président Rodrigo Duterte a déclaré ses « chaleureuses félicitations » et a exprimé son souhait de « travailler avec la prochaine administration pour renforcer des relations bilatérales fondées sur le respect mutuel, l'intérêt mutuel et l'engagement partagé en faveur des idéaux démocratiques et de l'État de droit »[221]. Une nouvelle perspective s'ouvre à la suite de relations entachées après les discussions sino-philippines[222].
- Russie : le président Vladimir Poutine a « exprimé l'espoir que [soit mené] un travail mutuel pour sortir les relations entre la Russie et les États-Unis de leur situation critique ». Il a par ailleurs adressé ses félicitations à Donald Trump[223].
- Turquie : le président Recep Tayyip Erdoğan estime qu'une « nouvelle ère » commence aux États-Unis et espère qu'elle sera « bénéfique tant au niveau de la démocratie que des libertés pour les Américains et pour l’ensemble du monde et de notre région ». De son côté, le Premier ministre Binali Yıldırım félicite le nouveau président et espère qu'il fera tout son possible pour extrader le prédicateur musulman Fethullah Gülen, accusé d'être derrière la tentative de coup d'État de 2016 en Turquie, afin d'améliorer les relations entre les deux pays. Le ministre de la Justice Bekir Bozdağ souligne que la Turquie continuera à travailler avec les Américains et que le changement de président ne provoquera pas « une transformation profonde dans les relations, à part peut-être de petites différences »[224].

### Réactions de partis politiques ou personnalités

#### Europe
- France : présidente du Front national, Marine Le Pen déclare sur Twitter avant même la confirmation de la victoire de Donald Trump : « Félicitations au nouveau président des États-Unis Donald Trump et au peuple américain, libre ! »[225]. Elle mène par la suite une conférence de presse où elle déclare notamment que « les citoyens ont su s'affranchir d'une campagne où la peur et la condescendance ont voulu conditionner l'opinion »[226].
- Pays-Bas : fondateur et dirigeant du Parti pour la liberté, Geert Wilders déclare : « Malgré l'opposition des établis politiques et des médias, Trump est parvenu à une victoire résonnante. Les gens veulent être des patriotes et il n'y a rien de mal à cela. [...] Mon message est le suivant : regardez, c'est possible. »[227].

## Après le scrutin

### Investiture de Donald Trump

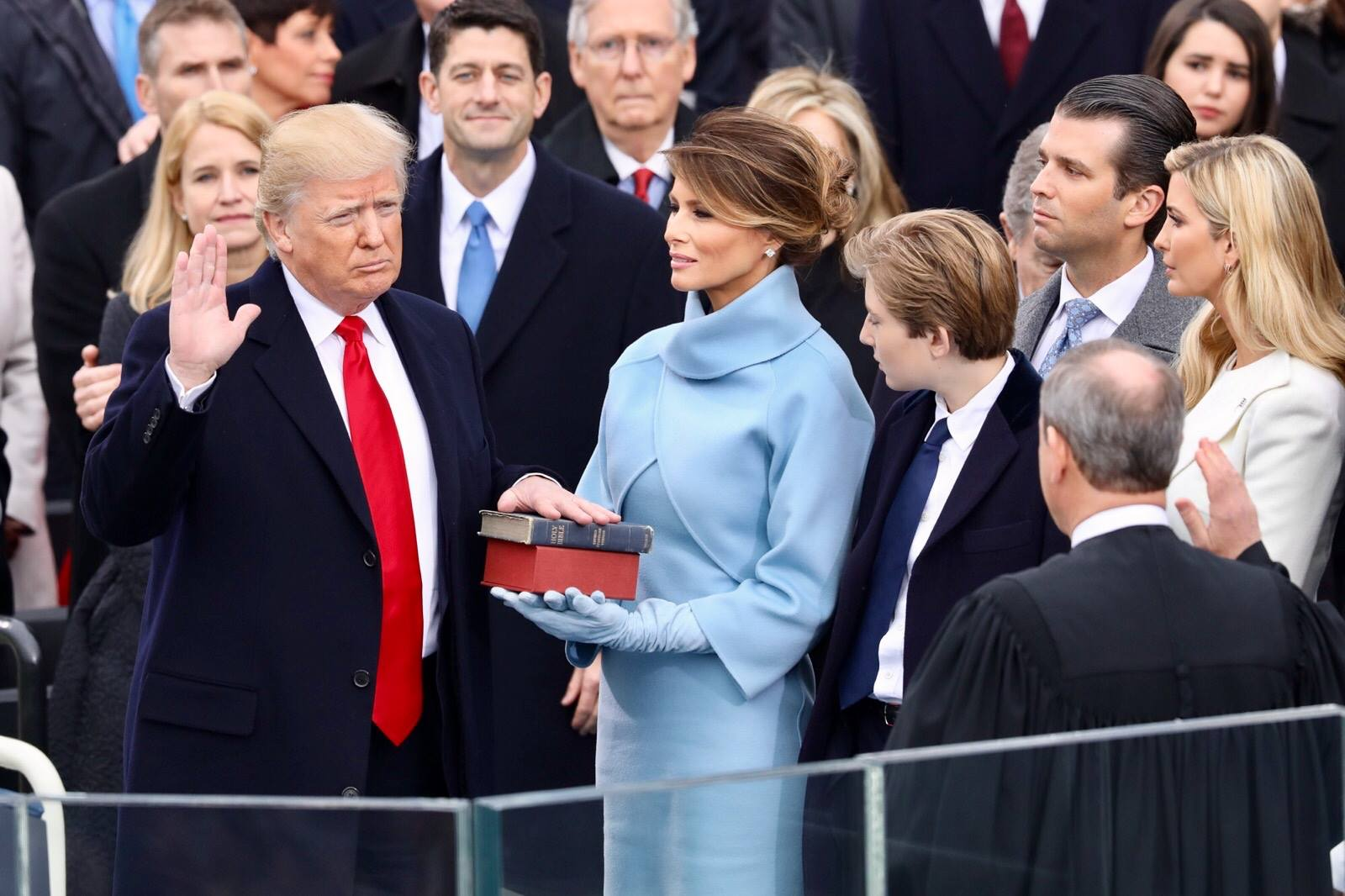
Prestation de serment de Donald Trump (Washington, D.C., 20 janvier 2017).

Donald Trump est investi 45e président des États-Unis le 20 janvier 2017.

### Russiagate
Une possible ingérence du gouvernement russe visant à favoriser la candidature de Donald Trump est évoquée. Après une enquête de deux ans, le procureur spécial Robert Mueller fait état d’une ingérence russe, mais indique que son enquête n'a pas établi de « collusion » entre la Russie et l’équipe de Donald Trump.

### Traductions
- (en) Cet article est partiellement ou en totalité issu de l’article de Wikipédia en anglais intitulé « United States presidential election, 2016 » (voir la liste des auteurs).